# Список эпизодов телесериала «Глухарь»
«Глухарь» — российский телевизионный сериал о трудовых буднях сотрудников одного из отделов внутренних дел Москвы, шедший на телеканале НТВ с 24 ноября 2008 года по 28 октября 2011 года. Ряд сюжетных линий сериала получил своё дальнейшее развитие в спин-оффах Отдел, Пятницкий и Карпов. Кроме того, по мотивам сериала был выпущен полнометражный фильм «Глухарь в кино».

## Глухарь (2008)
| № | Название                     | Режиссёр           | Сценарист                    | Оператор        | Композитор      | Дата премьеры   | Художник           |
| --- | ---------------------------- | ------------------ | ---------------------------- | --------------- | --------------- | --------------- | ------------------ |
| 1 | «Кроссовки»                  | Гузэль Киреева     | Илья Куликов                 | Сергей Воронцов | Алексей Шелыгин | 24 ноября 2008  | Ирина Алексеева    |
| Молодому следователю капитану Сергею Глухарёву, который работает в ОВД «Пятницкий», приходится расследовать огромное количество малозначительных дел. А тут ещё в распоряжение капитана поступает молодой стажёр Николай Тарасов — честный и принципиальный. Под руководством Глухарёва Коле предстоит разобраться с делом о краже кроссовок из магазина. Друг детства Сергея — Денис Антошин — который работает в ДПС, снимает проститутку Настю и влюбляется в неё. Начальник следственного отдела — Ирина Зимина — которая является любовницей Глухарёва, рассказывает Сергею, что на него поступила жалоба в прокуратуру. Сергей идёт разбираться с заявителем.                                               |                              |                    |                              |                 |                 |                 |                    |
| 2 | «Бампер»                     | Вячеслав Каминский | Игорь Маслов                 | Сергей Воронцов | Алексей Шелыгин | 25 ноября 2008  | Ирина Алексеева    |
| Утром Антошин, отправившись на работу обнаружил, что кто-то украл бампер с его машины. Раздосадованный инспектор обратился за помощью к Глухарёву, но вскоре сам нашёл пропавшую деталь, остановив на дороге автомобиль. Водитель дал адрес автосервиса, где купил запчасть. Нагрянув в мастерскую, Антошин и Глухарёв пригрозили хозяину арестом. Тот согласился отремонтировать машину Дэна за свой счёт. Но Глухарёв, ввиду участившихся случаев краж бамперов, не стал спускать дело на тормозах... |                              |                    |                              |                 |                 |                 |                    |
| 3 | «Кража века»                 | Гузэль Киреева     | Илья Куликов                 | Сергей Воронцов | Алексей Шелыгин | 26 ноября 2008  | Ирина Алексеева    |
| Глухарёв расследует дело о краже со стройки гидравлического бура весом около 700 кг. Представитель компании переживает, что его фирме придётся выплатить солидную сумму за пропавшее оборудование, и просит Сергея о помощи. Глухарёв и Антошин заставляют одного из строителей рассказать правду... |                              |                    |                              |                 |                 |                 |                    |
| 4 | «Три товарища»               | Вячеслав Каминский | Василий Внуков               | Сергей Воронцов | Алексей Шелыгин | 27 ноября 2008  | Ирина Алексеева    |
| Трое подвыпивших подростков на угнанной машине врезались в машину Глухарёва. Понимая, что ребята по-настоящему раскаиваются, Сергей хочет свести их наказание к условному сроку. Родители одного из нарушителей, Андрея, во всём винят его приятеля Лёню. Не упрощает дела и владелец авто Вадим: он решительно хочет отправить троицу за решётку... |                              |                    |                              |                 |                 |                 |                    |
| 5 | «Бить или не бить?»          | Вячеслав Каминский | Кирилл Юдин                  | Сергей Воронцов | Алексей Шелыгин | 1 декабря 2008  | Ирина Алексеева    |
| Подруга Дениса Настя была сильно избита. Удаётся выяснить, что последним клиентом девушки был мужчина на джипе. Когда он появляется вновь, знакомая Насти записывает номер его машины. Глухарёв и Антошин задерживают водителя джипа Вадима и собираются отомстить ему. Но Настя утверждает, что он не виноват... |                              |                    |                              |                 |                 |                 |                    |
| 6 | «Дела семейные»              | Гузэль Киреева     | Игорь Маслов                 | Сергей Воронцов | Алексей Шелыгин | 1 декабря 2008  | Ирина Алексеева    |
| Продавец магазина автозапчастей Игорь просит Глухарёва помочь разобраться со своим семейным делом. Дело в том, что Игорь рано осиротел, но недавно выяснилось, что кроме мамы у него был родной дед, после смерти которого квартира должна была перейти к внуку. Но практически накануне своей смерти дед женился. Парень убеждён, что этот брак не что иное, как афера, а новоиспечённая вдова — мошенница. |                              |                    |                              |                 |                 |                 |                    |
| 7 | «Попутчица»                  | Гузэль Киреева     | Кирилл Юдин                  | Сергей Воронцов | Алексей Шелыгин | 2 декабря 2008  | Ирина Алексеева    |
| Антошин подбирает на дороге девушку Иру, которая просит подбросить её до аптеки, где ей нужно купить лекарства для матери. Случайная попутчица очень переживает, и Денис, почувствовав какой-то подвох, даёт ей номер телефона Глухарёва. Когда пьяница-сожитель матери Иры в очередной раз избивает женщину, Ира решает обратиться за помощью к Сергею... |                              |                    |                              |                 |                 |                 |                    |
| 8 | «Страх»                      | Гузэль Киреева     | Василий Внуков               | Сергей Воронцов | Алексей Шелыгин | 2 декабря 2008  | Ирина Алексеева    |
| В районе появился маньяк, преследующий девочек. Первой жертвой охоты на педофила стал... Антошин. Денис спас на дороге девочку, которая чуть не попала под машину, а когда нёс девочку домой, был избит её отцом, который принял Дэна за маньяка. Настя рассказала Глухарёву, что её коллега, проститутка Люся, видела в квартире одного из клиентов вырезки из газетных статей про педофилию, и фото маленьких девочек, Глухарёв и Антошин организовали засаду, но след оказался ложным... |                              |                    |                              |                 |                 |                 |                    |
| 9 | «Москва»                     | Тимур Алпатов      | Василий Внуков               | Сергей Воронцов | Алексей Шелыгин | 3 декабря 2008  | Ирина Алексеева    |
| Молодые ППСники из отдела Зиминой во время патрулирования района натыкаются на бомжа с пистолетом. А к Глухарёву поступает заявление инкассатора, который был ограблен бомжами. Поняв, что на этом деле можно заработать, Сергей подключает к расследованию Антошина. Вместе они просматривают записи видеокамер, установленных во дворе инкассатора. Картина мгновенно проясняется... |                              |                    |                              |                 |                 |                 |                    |
| 10 | «Бородино»                   | Тимур Алпатов      | Игорь Маслов                 | Сергей Воронцов | Алексей Шелыгин | 3 декабря 2008  | Ирина Алексеева    |
| Денис становится свидетелем ограбления на автостоянке. Пострадал её владелец, а грабителем оказался охранник Валера. Антошин предлагает помощь Глухарёва. И вот друзья, получив у владельца задаток, уже на пути в Можайск, где живёт горе-грабитель. Но чем обернётся это путешествие? |                              |                    |                              |                 |                 |                 |                    |
| 11 | «Отцы и дети»                | Вячеслав Каминский | Кирилл Юдин                  | Сергей Воронцов | Алексей Шелыгин | 4 декабря 2008  | Ирина Алексеева    |
| Известный адвокат, отец Коли, Виктор Тарасов всегда был против работы сына в милиции. Каково же было удивление Коли, когда отец начал живо интересоваться карьерой сына: он познакомился с Зиминой и даже предложил ей помощь в получении адвокатской лицензии. Вскоре выяснилось, что действия Тарасова-старшего были далеко не бескорыстны... |                              |                    |                              |                 |                 |                 |                    |
| 12 | «Запах лжи»                  | Вячеслав Каминский | Кирилл Юдин                  | Сергей Воронцов | Алексей Шелыгин | 4 декабря 2008  | Ирина Алексеева    |
| К Зиминой обращается женщина, обвиняющая своего молодого любовника, Марка в краже её драгоценностей. Дело поручено Тарасову. Коле без труда удаётся найти и задержать Марка. Но вскоре выясняется, что обвинение было ложным: женщина просто хотела снова увидеть бросившего её любовника. |                              |                    |                              |                 |                 |                 |                    |
| 13 | «Сырное дело»                | Гузэль Киреева     | Игорь Маслов                 | Сергей Воронцов | Алексей Шелыгин | 8 декабря 2008  | Ирина Алексеева    |
| Глухарёв принимает заявление от двух поляков-дальнобойщиков о хищении фуры с несколькими тоннами сыра. Настя собирается лично отвезти деньги в Киев, которые она скопила на операцию своему брату. Антошин планирует сопроводить подругу, к тому же появляется возможность познакомиться с родителями девушки. |                              |                    |                              |                 |                 |                 |                    |
| 14 | «Майские»                    | Гузэль Киреева     | Василий Внуков               | Сергей Воронцов | Алексей Шелыгин | 8 декабря 2008  | Ирина Алексеева    |
| Майские праздники. Глухарёв с Антошиным отправились за город на пикник. Правда, накануне к Сергею на стол легли заявления от двух обиженных женщин, Розы и Марины. Во время пикника Сергею звонит Роза и сообщает, что с ней связались похитители и потребовали выкуп за украденный автомобиль. Праздничное застолье на свежем воздухе приходится прервать... |                              |                    |                              |                 |                 |                 |                    |
| 15 | «Скорость»                   | Тимур Алпатов      | Илья Куликов                 | Сергей Вальцов  | Алексей Шелыгин | 10 декабря 2008 | Ирина Алексеева    |
| Антошин со своим коллегой Лазаревым отправляются на стритрейсинг, а на следующий день несколько человек попадают под колёса машин, проезжавших по улицам города на огромной скорости. Глухарёв берётся найти виновного. Лазарев помогает установить личность подозреваемого и номер его авто, осталось найти этого лихого водителя... |                              |                    |                              |                 |                 |                 |                    |
| 16 | «Настоящая работа»           | Тимур Алпатов      | Василий Внуков               | Сергей Вальцов  | Алексей Шелыгин | 10 декабря 2008 | Ирина Алексеева    |
| Глухарёв и Антошин держат пари на Тарасова. Сергей, вручив Николаю дело об угоне старенькой машины у бедного таксиста Юрия, принялся наблюдать, как наивный стажёр пытается доискаться правды, рассылая запросы в инстанции и бегая по замкнутому кругу. Не учёл Глухарёв только одного: Коля решил твёрдо найти машину любыми способами... |                              |                    |                              |                 |                 |                 |                    |
| 17 | «Контроль»                   | Рустам Уразаев     | Игорь Маслов                 | Сергей Вальцов  | Алексей Шелыгин | 11 декабря 2008 | Ирина Алексеева    |
| Одноклассник Глухарёва Паша попал в секту, лидер которой вымогает у своих собратьев материальные ценности. Доходит до того, что Паша крадёт у своей матери телевизор. Женщина обращается к Сергею с просьбой вернуть похищенное. Глухарёв выпытывает у Паши адрес сектантского лидера Владислава... |                              |                    |                              |                 |                 |                 |                    |
| 18 | «Опасный возраст»            | Рустам Уразаев     | Кирилл Юдин                  | Сергей Вальцов  | Алексей Шелыгин | 11 декабря 2008 | Ирина Алексеева    |
| К Зиминой обращается женщина, у которой пропала дочь Юля. Дело достаётся Глухарёву. Он поручает Тарасову обзвонить все больницы и морги. Найдены две девушки без документов, ставшие жертвами автокатастроф. Юли среди них нет. Свет на этом деле проливает беседа с подругой Юли. |                              |                    |                              |                 |                 |                 |                    |
| 19 | «Авария»                     | Гузэль Киреева     | Илья Куликов                 | Сергей Воронцов | Алексей Шелыгин | 15 декабря 2008 | Ирина Алексеева    |
| Зимина, случайно сбив на дороге девушку, скрывается с места происшествия. Так поступить ей велел Глухарёв, который прибыл на место ДТП вместе с Антошиным, чтобы постараться отмазать Ирину. Пострадавшая девушка Вера обвинила в наезде своего приятеля Вадима, который позже заявил на отца Веры об избиении. Зимина в отчаянии! Она передаёт дело следователю Черенкову... |                              |                    |                              |                 |                 |                 |                    |
| 20 | «Герой?»                     | Гузэль Киреева     | Игорь Маслов                 | Сергей Воронцов | Алексей Шелыгин | 15 декабря 2008 | Ирина Алексеева    |
| Дворовые хулиганы жестоко избили сына Глеба Курочкина. О банде известно почти всё, в том числе и имя главаря — Синяк. Глухарёв заводит уголовное дело. На следующий день появляется заявление от Синяка, избитого Глебом. Все эти разборки идут на фоне самосуда, который кто-то начал вершить в районе: обнаружен мёртвым наркоторговец, найден избитым мелкий грабитель. Сергей понимает, это дело рук Глеба... |                              |                    |                              |                 |                 |                 |                    |
| 21 | «Сестра»                     | Тимур Алпатов      | Василий Внуков, Илья Куликов | Сергей Воронцов | Алексей Шелыгин | 16 декабря 2008 | Ирина Алексеева    |
| Сводная сестра Глухарёва — Марина — рассталась со своим молодым человеком. Но у пары возник сложный имущественный спор: Дмитрий настаивает на разделе совместно купленной квартиры. Он готов продать свою половину, но ни у Марины, ни у Сергея нет таких денег. Глухарёв просит Антошина устроить ему встречу с наркодельцом Алтариком, которому следователь хочет продать 2 кг героина, тайно изъятые из комнаты вещественных доказательств... |                              |                    |                              |                 |                 |                 |                    |
| 22 | «Сутки»                      | Тимур Алпатов      | Илья Куликов                 | Сергей Воронцов | Алексей Шелыгин | 16 декабря 2008 | Ирина Алексеева    |
| Несмотря на просьбу начальства не останавливать автомобили со спецсигналами, Антошин, узнав о тайном плане передвижения известного депутата, организовал телесъёмку его задержания. Зимина обеспокоена участившимися случаями разбойных нападений на женщин. Брат одной из пострадавших, Жилкин, пытается давить на следователя, который ведёт дело. Неспокойное выдаётся и ночное дежурство у Глухарёва... |                              |                    |                              |                 |                 |                 |                    |
| 23 | «Корпоратив»                 | Рустам Уразаев     | Кирилл Юдин                  | Сергей Вальцов  | Алексей Шелыгин | 17 декабря 2008 | Ирина Алексеева    |
| Во время корпоративной вечеринки директор фирмы изнасиловал свою подчинённую. Пострадавшая девушка обращается с заявлением в милицию. На допросе подозреваемый всё отрицал, прикрываясь железным алиби. Правда, обеспечивала алиби его жена. Глухарёву, уверенному в виновности бизнесмена, пришлось немного схитрить, чтобы добиться правды. |                              |                    |                              |                 |                 |                 |                    |
| 24 | «Прах к праху»               | Рустам Уразаев     | Игорь Маслов                 | Сергей Вальцов  | Алексей Шелыгин | 17 декабря 2008 | Ирина Алексеева    |
| К Глухарёву обратился молодой сотрудник крематория с просьбой разобраться, откуда в его печах появляются неопознанные человеческие останки. Сергей попросил принести доказательства, чтобы отправить их в лабораторию на экспертизу. Подозрение подтвердилось: прах оказался человеческим. Глухарёв и Антошин начали слежку за крематорием и увидели, как по ночам к нему доставляют на машинах загадочный груз... |                              |                    |                              |                 |                 |                 |                    |
| 25 | «Падение»                    | Гузэль Киреева     | Василий Внуков               | Сергей Воронцов | Алексей Шелыгин | 18 декабря 2008 | Ирина Алексеева    |
| Глухарёв выезжает на задержание: наркоман избил своего соседа. Когда Сергей приезжает на квартиру потерпевшего, там уже дежурит наряд милиции. Но оперативники забыли обыскать шкаф в комнате, где произошло нападение. Оттуда и выскочил обезумевший наркоман, который после неудачной схватки выбросил Сергея с балкона... |                              |                    |                              |                 |                 |                 |                    |
| 26 | «День оборотня»              | Гузэль Киреева     | Кирилл Юдин                  | Сергей Воронцов | Алексей Шелыгин | 18 декабря 2008 | Ирина Алексеева    |
| Трое молодых людей после дорожного инцидента, случившегося с одним из них, решили сами вершить правосудие и наказывать наглых водителей, не пропускающих пешеходов на переходе. Троица купила форму сотрудников ДПС, выбрала место на дороге и начала останавливать и штрафовать всех подряд. Жертвой их произвола стал и Глухарёв, который тут же рассказал обо всём Антошину. Дело усложнилось, когда лже-ДПСники спровоцировали настоящую аварию. |                              |                    |                              |                 |                 |                 |                    |
| 27 | «Кукушка»                    | Тимур Алпатов      | Игорь Маслов                 | Сергей Воронцов | Алексей Шелыгин | 22 декабря 2008 | Александр Кораблев |
| У Антошина началась чёрная полоса: сначала он потерял удостоверение, потом к нему привели мальчика и сказали, что он его сын. Бросившись на поиски мамы мальчика, Денис понял, что ни одна из его знакомых женщин матерью ребёнка быть не может. Помог Глухарёв: он разбирал архив висяков и выяснил, что похожие истории произошли ещё с несколькими мужчинами. |                              |                    |                              |                 |                 |                 |                    |
| 28 | «Закон суров, но это закон»  | Тимур Алпатов      | Илья Куликов                 | Сергей Воронцов | Алексей Шелыгин | 22 декабря 2008 | Александр Кораблев |
| В отдел доставляют человека в состоянии сильного алкогольного опьянения. Наряд ППС, не обыскав задержанного, посадил его в камеру с пистолетом. Задержанный Иващенко в пылу ссоры убивает своего сокамерника — бомжа. Глухарёву приходиться открыть огонь. Опасный дебошир обезврежен, но в перестрелке случайно пострадала посетительница ОВД — Галина. Об инциденте со стрельбой пронюхали журналисты, и это грозит вылиться в громкий скандал. Начальство рекомендует Зиминой, как можно быстрее замять это дело. Глухарёв беседует с Галиной и просит не подавать иск против милиции, а начальник СКМ Стас Карпов навещает в больнице Иващенко и заставляет его поменять показания.                           |                              |                    |                              |                 |                 |                 |                    |
| 29 | «Грехи отцов»                | Рустам Уразаев     | Василий Внуков               | Сергей Вальцов  | Алексей Шелыгин | 23 декабря 2008 | Александр Кораблев |
| Мальчик Митя, отец которого сильно выпивает и избивает жену, обращается за помощью к Антошину. Зимина, узнав, что жена алкоголика — её одноклассница Наташа, просит Сергея принять личное участие в этом деле. Глухарёв проводит беседу с отцом мальчика, Юрием и требует, чтобы тот бросил пить. Но внушения не помогают: во время очередного срыва Юрий вновь избивает жену и сына... |                              |                    |                              |                 |                 |                 |                    |
| 30 | «Кольт»                      | Рустам Уразаев     | Евгений Никишов              | Сергей Вальцов  | Алексей Шелыгин | 23 декабря 2008 | Александр Кораблев |
| Глухарёв дарит Антошину кольт, изъятый у нелегального торговца оружием. Чтобы пропажи никто не заметил, Сергей подменил вещдок старинным немецким пистолетом времён Великой Отечественной войны. Зимина, узнав о подлоге, требует вернуть кольт. По просьбе Антошина, Глухарёв и Тарасов начинают поиски сумочки Алины. |                              |                    |                              |                 |                 |                 |                    |
| 31 | «Доверие»                    | Гузэль Киреева     | Кирилл Юдин                  | Сергей Воронцов | Алексей Шелыгин | 24 декабря 2008 | Александр Кораблев |
| К Глухарёву поступает заявление о краже ордена Ленина. Пострадавшая пенсионерка рассказывает, что стала жертвой мошенников, обманывающих пожилых людей, предлагая им путёвки в санаторий. Подняв архивы, Коля находит несколько аналогичных жалоб. А тем временем жертвой мошенников становится Зимина. Глухарёву удаётся установить личность одного из преступников. А Антошин, тем временем, твёрдо решил заставить Настю покончить с профессией. |                              |                    |                              |                 |                 |                 |                    |
| 32 | «Чугун»                      | Гузэль Киреева     | Кирилл Юдин                  | Сергей Воронцов | Алексей Шелыгин | 24 декабря 2008 | Александр Кораблев |
| Тарасов и Зимина становятся участниками пренеприятных событий, связанных с коммунальными службами: Коля, разнося повестки, спасает мальчика, упавшего в канализационный коллектор, а в доме Зиминой прорвало трубу. Недовольные коллеги ходатайствуют на сотрудников водоканала. К делу подсоединяется и Антошин, остановивший на дороге автомобиль, доставляющий чугунные крышки от канализационных люков на пункт приёма металлолома. |                              |                    |                              |                 |                 |                 |                    |
| 33 | «Судьба»                     | Гузэль Киреева     | Игорь Маслов                 | Сергей Воронцов | Алексей Шелыгин | 25 декабря 2008 | Александр Кораблев |
| Глухарёв и Антошин едут разбираться с очередной жалобой: три пенсионерки заявили на соседа-ветерана, который нарушает общественный покой своими нетрезвыми выходками. Но дедушка был не очень рад приезду людей в форме и открыл по Сергею с Денисом огонь из трофейной винтовки. Еле скрутив дебошира, друзья узнали причину такого поведения ветерана: трагически погибли его сын и внучка... |                              |                    |                              |                 |                 |                 |                    |
| 34 | «Жалость»                    | Тимур Алпатов      | Игорь Маслов                 | Сергей Воронцов | Алексей Шелыгин | 25 декабря 2008 | Александр Кораблев |
| За помощью к Глухарёву обращается Екатерина, у которой в квартире вот уже полгода проживает некий Роман, прикидывающийся больным. С мнимым пациентом Сергей разобрался, но тот и не думал останавливаться: следующей его жертвой стала одинокая пенсионерка. У жалостливой бабушки мошенник похитил дорогую икону... |                              |                    |                              |                 |                 |                 |                    |
| 35 | «Ошибка следователя Агапова» | Рустам Уразаев     | Илья Куликов                 | Сергей Воронцов | Алексей Шелыгин | 29 декабря 2008 | Александр Кораблев |
| Следователю Агапову необходимо срочно раскрыть хотя бы одно дело, ведь его профессиональные показатели ниже среднего. Внезапно появляется шанс: на улице он становится свидетелем сделки по продаже оружия. Агапов вызывает патруль, но продавцу удаётся скрыться, а покупатель оказывается следователем военной прокуратуры. Исправить ошибку Агапова и искать торговца поручено Глухарёву. |                              |                    |                              |                 |                 |                 |                    |
| 36 | «Братская любовь»            | Рустам Уразаев     | Василий Внуков               | Сергей Вальцов  | Алексей Шелыгин | 29 декабря 2008 | Александр Кораблев |
| Три брата не могут поделить наследство умершего отца. Из-за дачного участка начинается настоящая война. Сначала к Глухарёву доставляют двоих подравшихся братьев, Леонида и Алексея. Вскоре в кабинете появляется и старший брат Фёдор. Предлагая взятку, он просит посадить младших братьев в тюрьму. Сергею придётся плотно заняться этим делом, ведь оно приобретает криминальный оборот... |                              |                    |                              |                 |                 |                 |                    |
| 37 | «Искупление»                 | Гузэль Киреева     | Илья Куликов                 | Сергей Вальцов  | Алексей Шелыгин | 30 декабря 2008 | Александр Кораблев |
| Антошин останавливает машину, за рулём которой сидит молодая девушка Лиза. Автомобиль набит наркотиками. Денис передаёт это дело Сергею. Лиза честно признаётся, что занялась перевозкой наркотиков, чтобы выплатить долг умершего отца. Сергей, проникнув состраданием к девушке, разрабатывает план, чтобы задержать крупного наркоторговца Шилкина... |                              |                    |                              |                 |                 |                 |                    |
| 38 | «Этот город»                 | Гузэль Киреева     | Игорь Маслов                 | Сергей Воронцов | Алексей Шелыгин | 30 декабря 2008 | Александр Кораблев |
| Лиза исчезает. Это очень беспокоит Глухарёва и Антошина. Начинаются поиски. Шилкин, которого друзья пытались безуспешно задержать, отрицает даже факт знакомства с девушкой. Изучив видеозаписи камер наблюдения на автостоянке, где Лиза оставляла машину, Сергей и Денис понимают, что Лизу похитил Шилкин... |                              |                    |                              |                 |                 |                 |                    |
| 39 | «Пиромания»                  | Тимур Алпатов      | Василий Внуков               | Сергей Воронцов | Алексей Шелыгин | 26 января 2009  | Александр Кораблев |
| К Глухарёву с заявлением о поджоге авто обращается профессор Баграмян. Очевидно, что с его машиной так поступили студенты, провалившие экзамен. Тем временем, Антошин советует своему коллеге Лазареву поджечь неисправный двигатель его машины, чтобы получить страховку. Но автомобиль сгорает полностью. Информация о сгоревших авто попадает к журналисту, который ловко приписывает поджоги группе антиглобалистов, ссылаясь на источник в ведомстве Глухарёва. |                              |                    |                              |                 |                 |                 |                    |
| 40 | «Всё кончено»                | Тимур Алпатов      | Кирилл Юдин                  | Сергей Воронцов | Алексей Шелыгин | 26 января 2009  | Александр Кораблев |
| Сергей продолжает расследовать загадочное исчезновение Лизы. Появляется возможность подобраться к Шилкину: коллега-следователь предложил использовать для этого мелкого дилера Ганса. Но Шилкин сразу понимает, что Ганс действует по наводке милиции, и направляет их по ложному следу, предварительно выяснив, кто ведёт дело. |                              |                    |                              |                 |                 |                 |                    |
| 41 | «Находка»                    | Рустам Уразаев     | Василий Внуков               | Сергей Вальцов  | Алексей Шелыгин | 27 января 2009  | Александр Кораблев |
| К Зиминой с просьбой обращается режиссёр, задумавший снять документальный фильм о работе следователей. Главная роль достаётся капитану Сергею Глухарёву. Но Сергею надо выяснить всё о пистолете с глушителем, из которого мальчик по неосторожности ранил случайного прохожего... |                              |                    |                              |                 |                 |                 |                    |
| 42 | «Вам на погоны»              | Рустам Уразаев     | Илья Куликов                 | Сергей Вальцов  | Алексей Шелыгин | 27 января 2009  | Ирина Алексеева    |
| Зимину повышают в звании и она отмечает своё повышение вместе с Глухарёвым, Тарасовым, Агаповым и Черенковым. Одновременно с Зиминой повышен в звании и начальник СКМ Стас Карпов. Начальник ОВД Захаров вызывает Зимину на конфиденциальную встречу и предлагает Ирине занять место начальника ОВД, так как Захарова переводят на более высокую должность. Но об этом ни в коем случае не должен узнать Карпов, претендующий на это же место. Глухарёв раздумывает о том, как закрыть бордель, в котором работает Настя. Он обращается за помощью к Карпову. |                              |                    |                              |                 |                 |                 |                    |
| 43 | «Игра»                       | Рустам Уразаев     | Илья Куликов                 | Сергей Воронцов | Алексей Шелыгин | 28 января 2009  | Ирина Алексеева    |
| Против Олега Тарасова, двоюродного брата Коли, кто-то затеял грязную игру: преуспевающего адвоката шантажируют, угрожая обнародовать приватную информацию. Несмотря на ссору, Олег обращается за помощью к Коле. Коля просит Глухарёва и Антошина помочь Олегу. Но самому Коле тоже начинают поступать угрозы... |                              |                    |                              |                 |                 |                 |                    |
| 44 | «За отца»                    | Гузэль Киреева     | Игорь Маслов                 | Сергей Воронцов | Алексей Шелыгин | 28 января 2009  | Ирина Алексеева    |
| К Глухарёву обращается женщина, которая просит отселить куда-нибудь её соседа Матвея, много лет назад убившего её мужа. Женщина обеспокоена судьбой своего старшего сына Петра, который узнав о возвращении Матвея из тюрьмы, задумал отомстить ему. Сергей побеседовал с молодым человеком, обрисовав ему возможные последствия, но юношу это не остановило... |                              |                    |                              |                 |                 |                 |                    |
| 45 | «Одиночество»                | Тимур Алпатов      | Кирилл Юдин                  | Сергей Воронцов | Алексей Шелыгин | 29 января 2009  | Ирина Алексеева    |
| Глухарёв разрывается между личными делами и службой. Накануне свадьбы своей матери ему поручено расследование бытового убийства. В смерти отчима подозревается один из его пасынков, Виталий, бесследно исчезнувший сразу после гибели приёмного отца. Сергей просит Колю побеседовать с коллегами погибшего. Выясняется, что отчим считал своего пасынка умственно отсталым, хотя мальчик страдал лишь нарушением слуха. |                              |                    |                              |                 |                 |                 |                    |
| 46 | «Гость рабочий»              | Тимур Алпатов      | Игорь Маслов                 | Сергей Воронцов | Алексей Шелыгин | 29 января 2009  | Ирина Алексеева    |
| Гастарбайтер Богдан, ремонтирующий квартиру Антошина, попросил его о помощи. Брат Богдана, Влад, бесследно исчез со стройки, на которой они вместе работали. Сергей убедил Зимину завести дело. Устроив допрос на нелегальном рынке, Глухарёв и Антошин узнали, что Влада купил высокопоставленный чиновник для постройки дачи. На стройке загородного дома выясняется страшная правда: чиновник проиграл Влада боевому генералу Синицыну, который ранее привлекался за торговлю солдатами... |                              |                    |                              |                 |                 |                 |                    |
| 47 | «Волчья стая»                | Рустам Уразаев     | Василий Внуков               | Сергей Воронцов | Алексей Шелыгин | 30 января 2009  | Ирина Алексеева    |
| На стол Глухарёва ложится заявление от бизнесмена Валерия, который был жестоко избит бандой подростков. Побои — лишь часть нанесённого урона: пропал мобильный телефон пострадавшего. Обещая вознаграждение, Валерий просит поймать случайного свидетеля нападения, нищего инвалида Сашу, который, по мнению Валерия, забрал себе мобильник. Но трубка оказывается у главаря банды подростков — Фарида... Тем временем, Алик, хозяин сгоревшего борделя начинает мстить Насте. |                              |                    |                              |                 |                 |                 |                    |
| 48 | «Выбор»                      | Рустам Уразаев     | Илья Куликов                 | Сергей Вальцов  | Алексей Шелыгин | 30 января 2009  | Ирина Алексеева    |
| Настя, пытаясь навсегда забыть Алика, переезжает жить к Денису. Но настойчивость Алика не знает границ: сначала он терроризирует Дениса и девушку звонками с угрозами, потом взрывает машину Антошина, которую Денис одолжил своему коллеге Паше Цветкову. По просьбе друга к делу подключаются Сергей и Коля, недавно принятый на должность следователя. Карпов предлагает Зиминой взятку за отказ от должности начальника ОВД. Но Зимина отказывается от денег. Выследив Алика, Коля и Денис везут его в тихое место, где Антошин, не выдержав, убивает Алика. Из-за этого Денис ссорится с Сергеем и уезжает вместе с Настей в Киев. Коля стоит перед выбором: сдать Антошина или простить ему убийство Алика? |                              |                    |                              |                 |                 |                 |                    |

## Глухарь. Продолжение (2009)
| № | Название                         | Режиссёр         | Сценарист                  | Оператор        | Композитор      | Дата премьеры    | Художник        |
| --- | -------------------------------- | ---------------- | -------------------------- | --------------- | --------------- | ---------------- | --------------- |
| 1 | «Пропасть»                       | Тимур Алпатов    | Илья Куликов               | Сергей Воронцов | Алексей Шелыгин | 14 сентября 2009 | Ирина Алексеева |
| Денис Антошин, уволенный из ДПС, после двух месяцев отсутствия возвращается в Москву и обращается к Зиминой, чтобы она помогла Денису устроиться в отделение оперативником. Глухарёв встречает старого друга без особой радости. Погибший Алик опять даёт о себе знать: милиция находит его тело, и подозрения падают на Колю Тарасова, так как недалеко от места преступления видеокамеры зафиксировали его машину. Впрочем, следователь готов замять дело за $10000. А тем временем двое приятелей — Антон и Лёня — затевают нападение на Глухарёва. |                                  |                  |                            |                 |                 |                  |                 |
| 2 | «Один-три-семь»                  | Тимур Алпатов    | Илья Куликов               | Сергей Воронцов | Алексей Шелыгин | 14 сентября 2009 | Ирина Алексеева |
| Антошин вместе с группой оперативников следит за неким Шутовым, подозреваемым в торговле наркотиками, но Шутову удаётся скрыться. Карпов передаёт это дело Глухарёву. Сергей и Денис узнают об ещё одной статье дохода разыскиваемого. Тот промышлял сбытом краденых драгоценных камней. Когда Шутова удаётся задержать, в дело вмешивается Карпов… |                                  |                  |                            |                 |                 |                  |                 |
| 3 | «Холодная война»                 | Юрий Попович     | Илья Куликов               | Сергей Воронцов | Алексей Шелыгин | 15 сентября 2009 | Ирина Алексеева |
| Глухарёв занят делом о нападении на разносчика пиццы. Двое наркоманов жестоко избили и ограбили юношу во время передачи заказа. Нападавших удалось задержать, но неожиданно всех троих отпустил Карпов. Глухарёв, видя личную заинтересованность подполковника в этом деле, начинает подозревать, что Стас контролирует наркоторговлю. Позже Глухарёв узнаёт, что среди этих наркоманов была родная сестра Карпова — Анна. Сергей просит Дениса проследить за домом Анны… Тем временем, Коле поручено заниматься сбытчиком пропавших алмазов и местами возможного сбыта. |                                  |                  |                            |                 |                 |                  |                 |
| 4 | «За что?»                        | Юрий Попович     | Илья Куликов               | Сергей Воронцов | Алексей Шелыгин | 15 сентября 2009 | Ирина Алексеева |
| В фонд помощи бездомным, в котором работает Настя, обращается алкоголик Влад. Дело в том, что его вместе с собутыльниками регулярно очень жестоко избивают подростки. Чтобы помочь несчастному, Настя просит Глухарёва разобраться с лихими ребятами. Сергей находит и задерживает троих подростков, которые наотрез отказываются признавать вину… Коле сообщают о появлении пропавших камней в одном из ювелирных салонов. Вместе с Денисом, ведущим тайное расследование, они отправляются брать торговца.Приехав на место, Антошин видит Карпова. |                                  |                  |                            |                 |                 |                  |                 |
| 5 | «На крючке»                      | Валерий Мызников | Илья Куликов               | Сергей Воронцов | Алексей Шелыгин | 16 сентября 2009 | Ирина Алексеева |
| Антошин, опасаясь за свою карьеру, вынужден отпустить Карпова, которого застал за сбытом драгоценных камней. К Глухарёву, тем временем приходит Галина Цибляева с заявлением о квартирной краже и угоне автомобиля. Экспертиза показывает, что дверь открывали ключом. Под подозрение тут же падает сын потерпевшей, Александр. Официально он служит в армии, но на деле, только отмечается у руководства. Когда его удаётся задержать, выясняется, что ограбление матери — не единственное его преступление… |                                  |                  |                            |                 |                 |                  |                 |
| 6 | «Ужин»                           | Валерий Мызников | Игорь Маслов               | Сергей Воронцов | Алексей Шелыгин | 16 сентября 2009 | Ирина Алексеева |
| Антошин задержал за хулиганство жену известного композитора Ляпина, которая в разбила витрину магазина. Зимина, узнав о том, что даме пришлось провести всю ночь в камере, попросила Глухарёва замять это дело, а Ляпину отпустить. Но всё осложнили внезапно всплывшие факты: любовник Ляпиной, с которым она ужинала перед задержанием, оказался в больнице с тяжёлым отравлением… |                                  |                  |                            |                 |                 |                  |                 |
| 7 | «Вторая жизнь»                   | Тимур Алпатов    | Илья Куликов, Игорь Маслов | Сергей Воронцов | Алексей Шелыгин | 17 сентября 2009 | Ирина Алексеева |
| К Тарасову с заявлением о пропаже собаки обратился некто Задачин. В похищении своего питомца он подозревает бывшую жену. Вскоре выясняется, что экс-супруга тоже подала иск на мужа. Глухарёв, тем временем, занят расследованием загадочного нападения на молодого человека Артёма, который предпочитал реальному миру мир виртуальных игр. Сергей быстро понял, что ответ на вопрос надо искать в компьютере Артёма. |                                  |                  |                            |                 |                 |                  |                 |
| 8 | «Плацебо»                        | Тимур Алпатов    | Валерия Подорожнова        | Сергей Воронцов | Алексей Шелыгин | 17 сентября 2009 | Ирина Алексеева |
| На стол к Глухарёву ложится заявление от бабушки Клавы и молодого человека Гарика. Жалуются они на своего соседа Сашу Барабанщикова. Антошин, выехавший на задержание, сразу заметил, что с подозреваемым что-то не так. Уже в отделении выяснилось — Саша страдает тяжёлой формой шизофрении и убеждён, что он является агентом спецслужб. Удивляют Глухарёва лишь показания лечащего врача парня, который утверждает, что Саша регулярно принимал лекарства и последнее время чувствовал себя хорошо. Появляется подозрение, что кто-то продал Саше фальшивые таблетки… |                                  |                  |                            |                 |                 |                  |                 |
| 9 | «Кошмары»                        | Юрий Попович     | Илья Куликов               | Сергей Воронцов | Алексей Шелыгин | 21 сентября 2009 | Ирина Алексеева |
| Тарасов ведёт дело о самоубийстве бывшего начальника СКМ Василия Авдеева, в прошлом — коллеги Зиминой и Карпова. Глухарёву поручено держать всё под личным контролем. Из квартиры Авдеева пропали ноутбук и мобильный телефон. Выясняется, что вещи украли работники МЧС, которые вскрывали дверь квартиры. Карпов быстро находит воров и забирает ноутбук. Сергей находит в квартире Авдеева фотографии следователя прокуратуры Латышева и декана юрфака Чистова с описанием их распорядка дня. В тот же день Чистова убивают. Сомнений не остаётся: кто-то пытался склонить Авдеева к совершению заказного убийства… |                                  |                  |                            |                 |                 |                  |                 |
| 10 | «Пробуждение»                    | Юрий Попович     | Илья Куликов               | Сергей Воронцов | Алексей Шелыгин | 21 сентября 2009 | Ирина Алексеева |
| Латышев рассказывает Зиминой, что когда-то вёл дело о самоубийстве среди членов сатанинской секты Ватутина, в рамках которого и обратился к Чистову, поскольку большинство погибших были его студентами. Допросив с пристрастием лидера сектантов, Карпов добивается от него признания о вовлечении Авдеева в ряды своих последователей. Но остаётся вопрос: кто же избавился от Чистова?.. |                                  |                  |                            |                 |                 |                  |                 |
| 11 | «Допрос»                         | Валерий Мызников | Илья Куликов, Игорь Маслов | Сергей Воронцов | Алексей Шелыгин | 22 сентября 2009 | Ирина Алексеева |
| Сотрудник банка, Стас был задержан при попытке снять деньги с помощью фальшивой карты. Глухарёв убеждён, что у него был сообщник, но молодой человек твердит, что действовал один. Антошин после встречи с соседями и начальником Стаса узнаёт, что у него было два близких человека — друг Андрей и девушка Люда. Сергей успешно пытается завоевать доверие юного мошенника… |                                  |                  |                            |                 |                 |                  |                 |
| 12 | «Стресс»                         | Валерий Мызников | Игорь Маслов               | Сергей Воронцов | Алексей Шелыгин | 22 сентября 2009 | Ирина Алексеева |
| Глухарёв отправлен в рабочий отпуск. Ему предстоит разобраться с делом об угоне рейсового автобуса водителем Петром. Оказавшись на свадьбе горе-угонщика, Сергей принимает решение: замять дело, ведь Пётр всего лишь нуждался в транспорте для перевозки гостей. Антошин узнаёт от Насти о загадочном бомже, продавшем всё своё имущество и спрятавшем вырученные деньги. |                                  |                  |                            |                 |                 |                  |                 |
| 13 | «Зазеркалье»                     | Тимур Алпатов    | Илья Куликов               | Сергей Воронцов | Алексей Шелыгин | 23 сентября 2009 | Ирина Алексеева |
| К Коле обращается мать адвоката Виктории Иванцовой с просьбой найти без вести пропавшую дочь. Подозревая в причастности к её исчезновению своего отца, Коля подключает к делу Антошина и рассказывает о попытке Вики шантажировать Виктора Васильевича. После встречи с сыном Тарасов-старший сразу же сообщает своему покровителю из преступного мира о внимании органов к исчезновению девушки. Опасаясь нового уголовного преследования, покровитель приказывает отпустить Вику. |                                  |                  |                            |                 |                 |                  |                 |
| 14 | «Ради тебя»                      | Тимур Алпатов    | Илья Куликов               | Сергей Воронцов | Алексей Шелыгин | 23 сентября 2009 | Ирина Алексеева |
| Антошин занят делом об изнасиловании. По номеру авто он выходит на подозреваемого — Егора Потапова. Сергей соглашается помочь Денису и силой выбивает из Потапова имя и адрес насильника. Дело раскрыто, но последствия допроса с пристрастием плачевны: Егор попадает в больницу и его отец—депутат собирается возбудить дело против Антошина. На защиту оперативника неожиданно встаёт Карпов… Антошин обеспокоен тем, что Глухарёв начал часто употреблять сильнодействующий антидепрессант. Чтобы помочь другу, Денис запирает Сергея в квартире своего друга, который уехал к родителям. |                                  |                  |                            |                 |                 |                  |                 |
| 15 | «Будь, что будет»                | Юрий Попович     | Илья Куликов               | Сергей Воронцов | Алексей Шелыгин | 24 сентября 2009 | Ирина Алексеева |
| Глухарёв провёл неделю под домашним арестом. Освободить его должна Зимина. Водитель маршрутки Мираб напал на другого автомобилиста из-за столкновения на дороге. Карпов, узнав об этом инциденте, решил растрясти владельца фирмы Титова на деньги, запугивая уголовным преследованием. Получив вознаграждение, Стас подкорректировал дело так, как было выгодно Титову. Но брат Мираба, узнав о подкупе, пригрозил владельцу маршруток жестокой расправой. Титову ничего не оставалось, кроме как искать защиты у Карпова. Денис скрывается от Глухарёва, но всё же решает поговорить с Сергеем, после чего друзья окончательно мирятся. |                                  |                  |                            |                 |                 |                  |                 |
| 16 | «Мусора»                         | Юрий Попович     | Кирилл Юдин                | Сергей Воронцов | Алексей Шелыгин | 24 сентября 2009 | Ирина Алексеева |
| Тарасов ведёт дело двоих наркоманов — юного Константина и пожилого Гринёва, задержанных при расфасовке крупной партии героина. Узнав, что сдала их мать Кости, Коля предлагает сделку — уменьшение срока в обмен на сотрудничество со следствием. Те соглашаются, но внезапная прокурорская проверка резко меняет положение дел: и Косте, и Гринёву грозят очень серьёзные сроки… |                                  |                  |                            |                 |                 |                  |                 |
| 17 | «Снова майские»                  | Валерий Мызников | Илья Куликов               | Сергей Воронцов | Алексей Шелыгин | 28 сентября 2009 | Ирина Алексеева |
| На майские праздники весь отдел Зиминой собирался уехать за город на пикник и хорошенько там отдохнуть. Но планы пришлось скорректировать. Зимину отправили читать лекции по технике безопасности для школьников. Несладко пришлось и Глухарёву: сначала к нему с жалобой обратился алкоголик Герасимов, а затем сумасшедший студент попросил защитить его от вербовщиков иностранной разведки… |                                  |                  |                            |                 |                 |                  |                 |
| 18 | «Страшно жить»                   | Валерий Мызников | Игорь Маслов               | Сергей Воронцов | Алексей Шелыгин | 28 сентября 2009 | Ирина Алексеева |
| Глухарёв вынужден заняться расследованием странного ограбления антикварного магазина. Экспертиза установила, что сейф, откуда пропали деньги, был открыт ключом, и сигнализацию отключил кто-то, находившийся внутри помещения. Непростое дело и у Тарасова: ему предстоит разыскать мать грудного ребёнка, найденного на помойке. |                                  |                  |                            |                 |                 |                  |                 |
| 19 | «Каждый сам за себя»             | Тимур Алпатов    | Кирилл Юдин                | Сергей Воронцов | Алексей Шелыгин | 29 сентября 2009 | Ирина Алексеева |
| На стол к Глухарёву ложится заявление от гражданки Куницыной, обвиняющей своего соседа Витю Прошина в порче имущества. Юноша признаётся, он проткнул колёса машины, чтобы отомстить соседке за жестокое обращение с алкоголиком дядей Пашей, который лишился квартиры. Из разговора с дядей Пашей Глухарёв узнаёт, что жилплощади его лишил местный участковый. Вскоре выясняется, что этот участковый имеет отношение к целому ряду загадочных исчезновений стариков… |                                  |                  |                            |                 |                 |                  |                 |
| 20 | «День Рождения»                  | Тимур Алпатов    | Игорь Маслов               | Сергей Воронцов | Алексей Шелыгин | 30 сентября 2009 | Ирина Алексеева |
| Накануне Дня Рождения Глухарёв получил в подарок от Черенкова бутылку дорогого китайского вина. Едва пригубив напиток, Сергей понял, что это — суррогат. Вскоре удалось выяснить, что вместо вина по бутылкам разлили концентрат китайского средства для похудения, крайне опасного в больших дозах. Продавщица магазина, где Черенков покупал бутылку, сдала оперативникам своего поставщика — главаря банды бомжей-попрошаек Слепого… |                                  |                  |                            |                 |                 |                  |                 |
| 21 | «Это правда»                     | Юрий Попович     | Илья Куликов               | Сергей Воронцов | Алексей Шелыгин | 30 сентября 2009 | Ирина Алексеева |
| Глухарёв буквально на минуту оставил в своём кабинете девушку, явившуюся с повинной. Этого времени ей хватило, чтобы поджечь все дела в незапертом сейфе. Эта халатность могла закончиться для Глухарёва увольнением из органов. Но выяснив, что главной мишенью девицы было дело некоего наркомана Саши, у Сергея появился план. Чтобы наркоман до суда находился за решёткой, Сергей с помощью Карпова решил подкинуть Саше наркотики… |                                  |                  |                            |                 |                 |                  |                 |
| 22 | «Дураки»                         | Юрий Попович     | Василий Внуков             | Сергей Воронцов | Алексей Шелыгин | 1 октября 2009   | Ирина Алексеева |
| Двое неизвестных избили сестру Глухарёва Марину. Девушка еле-еле добралась до дома и рассказала обо всём Тарасову. Нападавшие, сделав своё дело, сообщили Марине, что пострадала она за то, что заразила сифилисом их приятеля Рому. Коля хотел вести расследование самостоятельно, но Глухарёв узнал обо всём уже на следующий день. Втроём, подключив Антошина, они начали поиски загадочного Романа и девушки, за которую приняли Марину… |                                  |                  |                            |                 |                 |                  |                 |
| 23 | «Бутылки»                        | Валерий Мызников | Кирилл Юдин                | Сергей Воронцов | Алексей Шелыгин | 1 октября 2009   | Ирина Алексеева |
| Пожилой пенсионер пришёл к Глухарёву с просьбой о помощи. Около помойки, где дедушка собирал бутылки, на него напал неизвестный. Из надёжных источников Сергей узнал, что за сбором бутылок в районе следит банда бездомных. Хозяин пункта приёма стеклотары рассказал, что местные помойки контролирует бомж Шустрый. Но поговорить с ним не удалось: Шустрый умер при загадочных обстоятельствах… |                                  |                  |                            |                 |                 |                  |                 |
| 24 | «Банда»                          | Валерий Мызников | Василий Внуков             | Сергей Воронцов | Алексей Шелыгин | 2 октября 2009   | Ирина Алексеева |
| Зимина просит Глухарёва взять под личный контроль дело об угоне нового авто у жены префекта округа. Вместе с Антошиным они выходят на местного наркоторговца, который сдаёт им своего покупателя — Рыбу. Наблюдая за Рыбой, друзья становятся свидетелями встречи одного из приятелей наркомана с человеком Карпова. Антошин предполагает, что начальник крышует угонщиков, продавая им настоящие документы на машины, чтобы те могли беспрепятственно регистрировать краденые автомобили… |                                  |                  |                            |                 |                 |                  |                 |
| 25 | «Бег»                            | Тимур Алпатов    | Игорь Маслов               | Сергей Воронцов | Алексей Шелыгин | 22 марта 2010    | Ирина Алексеева |
| Глухарёву досталось дело о нападении. Задержанный молодой человек — Саша — утверждает, что ударил некоего Вадима, потому что хотел защитить девушку Свету от изнасилования. Со слов Светы — Саша напал на её приятеля без причины. Сергей предложил Саше откупиться и найти фиктивного свидетеля, чтобы тот дал показания в его пользу. Тем временем, Антошин задержал молодого паркурщика, проникшего ночью в квартиру на девятом этаже. Но перед тем, как сесть в служебный автомобиль, молодой человек сбегает. Антошин просит отца ловкача сообщить ему, если сын вернётся домой… |                                  |                  |                            |                 |                 |                  |                 |
| 26 | «Салочки»                        | Тимур Алпатов    | Кирилл Юдин                | Сергей Воронцов | Алексей Шелыгин | 22 марта 2010    | Ирина Алексеева |
| Стол Глухарёва завален заявлениями от людей, которым пришли повестки, оформленные на других лиц, проходящих по различным уголовным делам. Все пострадавшие утверждают, что неизвестный, представляясь сотрудником милиции, обещал посодействовать в получении лицензий на оружие. Глухарёв подозревает в причастности к этому делу Тарасова… |                                  |                  |                            |                 |                 |                  |                 |
| 27 | «Фейерверк»                      | Юрий Попович     | Кирилл Юдин                | Сергей Воронцов | Алексей Шелыгин | 23 марта 2010    | Ирина Алексеева |
| Сломанный замок превратил Глухарёва в заложника собственного кабинета. Усугубил ситуацию Антошин, зашедший и случайно взорвавший ящик с конфискованной пиротехникой. После возникшего пожара друзья оказались в больнице, а место начальника следственного отдела временно занял Черенков. Но даже на больничных койках Сергей с Денисом не забыли о работе: им удалось выяснить, что сосед по палате выращивает дома марихуану… |                                  |                  |                            |                 |                 |                  |                 |
| 28 | «Проверка»                       | Юрий Попович     | Валерия Подорожнова        | Сергей Воронцов | Алексей Шелыгин | 23 марта 2010    | Ирина Алексеева |
| В отделе Зиминой должна пройти проверка сотрудников на психологическую профпригодность. Пока сотрудники один за другим наносят визит психологу Юсуповой, Карпов задерживает афериста Носова, представлявшегося сотрудником милиции с целью получения взяток. Узнав, что Носов является опытным психологом, Карпов под давлением заставляет его помочь себе и своим сотрудникам подготовиться к тестированию. |                                  |                  |                            |                 |                 |                  |                 |
| 29 | «Палец»                          | Валерий Мызников | Игорь Маслов               | Сергей Воронцов | Алексей Шелыгин | 24 марта 2010    | Ирина Алексеева |
| На известного телеведущего напала бойцовская собака и откусила ему палец. На следующий день пришло письмо, в котором загадочный шантажист предлагал за вознаграждение вернуть утраченную часть тела. Телеведущий убеждён: злоумышленник и есть хозяин собаки. Приступив к расследованию, Глухарёв решил подключить к делу двоих ребят из своего района, мечтающих работать в милиции. Однако, им не сразу удалось оправдать надежды Глухарёва… |                                  |                  |                            |                 |                 |                  |                 |
| 30 | «ППС»                            | Валерий Мызников | Кирилл Юдин                | Сергей Воронцов | Алексей Шелыгин | 24 марта 2010    | Ирина Алексеева |
| В отдел доставили пьяного мужчину Семёна, устроившего драку в ресторане. Но Карпов выпустил дебошира по просьбе его дяди — заместителя мэра. Пыл Семёна, правда, не остыл: едва освободившись от наручников, он начал преследовать арестовавшего его ППСника — Сашу. По протекции Антошина, Саша пришёл к Глухарёву и попросил помочь… |                                  |                  |                            |                 |                 |                  |                 |
| 31 | «Стычка»                         | Тимур Алпатов    | Валерия Подорожнова        | Сергей Воронцов | Алексей Шелыгин | 25 марта 2010    | Ирина Алексеева |
| К Глухарёву с заявлением о нападении обращаются родители подростка Коробова, который сам не раз привлекался за грабежи и хулиганство. Допросить пострадавшего невозможно — он в коме после ножевого ранения. На рукоятке эксперты нашли отпечатки пальцев, принадлежавшие товарищу потерпевшего, ранее судимому Щеглову. Но тот утверждает, что они с Коробовым вместе оборонялись от неизвестного злоумышленника… |                                  |                  |                            |                 |                 |                  |                 |
| 32 | «Дыра»                           | Тимур Алпатов    | Игорь Маслов               | Сергей Воронцов | Алексей Шелыгин | 25 марта 2010    | Ирина Алексеева |
| Настя обеспокоена внезапным исчезновением Антошина. По её просьбе Глухарёв и Зимина начинают поиски Дениса. Вскоре Сергей узнаёт от оперативника Юры, что накануне исчезновения Денис задержал крупную партию контрафактных меховых пальто. Установив через мобильный телефон местонахождение друга, Сергей прибывает по указанному адресу, но вокруг только пара гаражей и куча мусора… |                                  |                  |                            |                 |                 |                  |                 |
| 33 | «Начальник следственного отдела» | Юрий Попович     | Илья Куликов               | Сергей Воронцов | Алексей Шелыгин | 29 марта 2010    | Ирина Алексеева |
| В ОВД «Пятницкий» прибывает новый начальник следственного отдела — Игорь Морозов. Назначение Морозова очень расстроило Глухарёва: он давно рассчитывал на эту должность и фактически её занимал. Но ещё больше — это разозлило Карпова. Тем временем, Карпов задержал с наркотиками подростков Витю и Сашу. За освобождение Вити Карпов получил от его отца приличную взятку. Но Морозов решает всем показать, что он неподкупный борец с коррупцией, и убеждает отца Вити написать на Карпова заявление… |                                  |                  |                            |                 |                 |                  |                 |
| 34 | «Ночная палатка»                 | Юрий Попович     | Илья Куликов               | Сергей Воронцов | Алексей Шелыгин | 29 марта 2010    | Ирина Алексеева |
| В следственном отделе по требованию Морозова появился новый сотрудник — молодой следователь Мария Крылова. Все мужчины в восторге: теперь их коллегой будет молодая красавица-блондинка. Зимина обеспокоена появлением Маши — ведь Глухарёву она тоже понравилась. Тем временем, Глухарёв ведёт дело о нападении на свою знакомую, продавщицу ночной палатки — Оксану. |                                  |                  |                            |                 |                 |                  |                 |
| 35 | «Перелом»                        | Тимур Алпатов    | Илья Куликов               | Сергей Воронцов | Алексей Шелыгин | 30 марта 2010    | Ирина Алексеева |
| Прямо рядом с подъездом трое неизвестных напали на Глухарёва и сильно избили его. Одного из них Сергею удалось схватить. Под давлением он выдал сообщников. Оказалось, что все нападавшие проходили свидетелями по делу о разбое, которое вёл Сергей, и мстили за товарища, попавшего за решётку. Глухарёв вызвал к себе мать одного из нападавших и потребовал возместить ему все расходы на лечение. Тем временем, Денис по заданию Карпова должен был заставить нового управляющего салона интимных услуг платить дань милиции… |                                  |                  |                            |                 |                 |                  |                 |
| 36 | «Палки»                          | Тимур Алпатов    | Василий Внуков             | Сергей Воронцов | Алексей Шелыгин | 31 марта 2010    | Ирина Алексеева |
| Антошин задержал наркокурьера Рустама с крупной партией героина и предложил Глухарёву раскрутить это дело. Но Сергей не особо обрадовался: благодаря усилиям Морозова следственный отдел завален делами, связанными с наркотиками. Сергей без особого энтузиазма допросил Рустама. Курьер отказался сдать своих, тогда-то за дело и взялся принципиальный Морозов… |                                  |                  |                            |                 |                 |                  |                 |
| 37 | «В особом порядке»               | Юрий Попович     | Илья Куликов               | Сергей Воронцов | Алексей Шелыгин | 31 марта 2010    | Ирина Алексеева |
| Денис по поручению Морозова задерживает бабушку, незаконно спилившую молодой каштан возле своего окна. Глухарёв ведёт дело о разбое. Младшему из нападавших 16 лет. Его мать просит что-нибудь сделать, но Сергей отказывается и вообще передаёт дело Маше. А вскоре раздаётся звонок из прокуратуры: в отношении Глухарёва собираются возбудить уголовное дело по факту фальсификации протоколов допросов. Очевидно, что благодаря взятке 16-летний подросток из подозреваемого превратился в свидетеля… |                                  |                  |                            |                 |                 |                  |                 |
| 38 | «Хамелеон»                       | Юрий Попович     | Илья Куликов               | Сергей Воронцов | Алексей Шелыгин | 1 апреля 2010    | Ирина Алексеева |
| Морозов объявляет Маше выговор и избивает её. Глухарёв, Зимина и Антошин поражены случившимся. Зимина строго отчитывает Морозова и грозит ему увольнением. Вместе с Колей и Денисом Глухарёв принимает решение разобраться в прошлом Морозова. Встретившись с его бывшим шефом, Сергей узнаёт о двуличности Морозова. Выясняется, что тот и раньше работал с Машей, а однажды, задержав крупную партию наркотиков, незаметно похитил половину… |                                  |                  |                            |                 |                 |                  |                 |
| 39 | «Столкновение»                   | Тимур Алпатов    | Илья Куликов               | Сергей Воронцов | Алексей Шелыгин | 1 апреля 2010    | Ирина Алексеева |
| Глухарёв узнаёт о том, что много лет назад Морозов вёл дело командира воинской части, забившего насмерть одного из трёх офицеров, подозреваемых в наркоторговле среди солдат. По странному стечению обстоятельств, командир части и два офицера отделались лишь увольнением, а всю вину свалили на погибшего. Глухарёв предлагает продолжить расследование прошлого Морозова. Тем временем, Настя случайно сталкивается на улице с патрульным, который узнал в ней проститутку, чьими услугами он когда-то воспользовался. Наглый ППСник избивает и Настю, и Антошина, который заступился за Настю. Денис обращается за помощью к Карпову. |                                  |                  |                            |                 |                 |                  |                 |
| 40 | «Траур»                          | Тимур Алпатов    | Илья Куликов               | Сергей Воронцов | Алексей Шелыгин | 5 апреля 2010    | Ирина Алексеева |
| Глухарёв просит Тарасова выяснить у Маши, что связывает её с Морозовым. Маша признаётся, что её брат давно сидит в тюрьме, а Морозов имеет возможность повлиять на его судьбу самым негативным образом, вплоть до убийства. Внезапно двоих патрульных из отдела Зиминой находят зарезанными. Зимина, Глухарёв и Антошин решают провести личное расследование гибели своих товарищей. |                                  |                  |                            |                 |                 |                  |                 |
| 41 | «Маски долой»                    | Юрий Попович     | Илья Куликов               | Сергей Воронцов | Алексей Шелыгин | 5 апреля 2010    | Ирина Алексеева |
| Антошин задерживает некого Муму, который признаётся в том, что сделать вызов ППС его заставила Маша. Глухарёв пытается выяснить у Маши, для чего ей был нужен этот звонок. Тем временем, Карпов встречается со следователем прокуратуры Фокиным и узнаёт адрес дома, из которого был сделан злополучный звонок. Наблюдая за этим домом, Карпов замечает Морозова в компании неизвестных. |                                  |                  |                            |                 |                 |                  |                 |
| 42 | «Потеря потерь»                  | Юрий Попович     | Илья Куликов               | Сергей Воронцов | Алексей Шелыгин | 6 апреля 2010    | Ирина Алексеева |
| Карпов и Глухарёв во время захвата Белоногова и Кобыльца обнаруживают там наркотики. Но Кобыльцу удаётся скрыться. Тем временем, Зимина начинает активную борьбу с Морозовым. С помощью помощника прокурора города она официально изымает все дела о торговле наркотиками, находящиеся в его разработке. Глухарёв пытается выяснить у задержанного Белоногова, кто именно убил патрульных… |                                  |                  |                            |                 |                 |                  |                 |
| 43 | «Люди и звери»                   | Юрий Попович     | Илья Куликов               | Сергей Воронцов | Алексей Шелыгин | 7 апреля 2010    | Ирина Алексеева |
| Агапов в очередной раз попал в нелепую ситуацию. Одолжив у Глухарёва деньги на подарок матери, он оказался под арестом, так как выяснилось, что купюры фальшивые. Оказывается, Глухарёв взял их у Тарасова, который получил их, как образец фальшивок для исследования. Недоразумение разрешается — Агапова отпускают. На свободу выходит клиент отца Коли — Эдуард — который предлагает адвокату долю в своём бизнесе. Но за время его отсутствия фирму захватил некий Шошин. А тем временем, Глухарёв занят собачником, на которого жалуются все жители двора — мужчина выгуливает свою бойцовую собаку без намордника и поводка. |                                  |                  |                            |                 |                 |                  |                 |
| 44 | «Жизнь взаймы»                   | Тимур Алпатов    | Вячеслав Киреев            | Сергей Воронцов | Алексей Шелыгин | 7 апреля 2010    | Ирина Алексеева |
| Все родственники Коли уговаривают его продолжить дело трагически погибшего отца. Но Тарасов наотрез отказывается. Его больше беспокоит полное нежелание следователя разрабатывать версию заказного убийства отца. С помощью своих связей в прокуратуре Зиминой удаётся выяснить, что дело Тарасова-старшего оплачено, и, скорее всего, будет закрыто… |                                  |                  |                            |                 |                 |                  |                 |
| 45 | «Наследство»                     | Тимур Алпатов    | Вячеслав Киреев            | Сергей Воронцов | Алексей Шелыгин | 7 апреля 2010    | Ирина Алексеева |
| Глухарёв и Антошин предполагают, что погромы в квартире и офисе Тарасова-старшего могут быть связаны с поиском каких-то важных документов и обращаются к брату Коли, Олегу. С его помощью Денис и Сергей попадают в загородный дом их семьи и похищают сейф. Сымитированный погром, как нельзя лучше, обеспечит Коле алиби… |                                  |                  |                            |                 |                 |                  |                 |
| 46 | «Опьянение»                      | Тимур Алпатов    | Кирилл Юдин                | Сергей Воронцов | Алексей Шелыгин | 8 апреля 2010    | Ирина Алексеева |
| Глухарёв убеждён: Шошин причастен к убийствам Эдуарда и Колиного отца. Шошин же, в свою очередь, не оставляет попыток добраться до документов, но его люди ничего не находят и в загородном доме Тарасовых. Узнав версию товарищей, Коля спешит в офис Шошина, чтобы рассчитаться с обидчиком. Но Глухарёву удаётся уговорить Колю действовать по-другому. |                                  |                  |                            |                 |                 |                  |                 |
| 47 | «Гений»                          | Юрий Попович     | Василий Внуков             | Сергей Воронцов | Алексей Шелыгин | 8 апреля 2010    | Ирина Алексеева |
| На встрече с Шошиным Тарасов не скрывает, что знает о его причастности к смерти отца, но мстить отказывается. А вскоре следователь прокуратуры Васин сообщает Зиминой, что раненый Тарасов обвиняет Шошина в покушении. Получив результаты баллистической экспертизы, Васин узнаёт, что ранее из того же оружия был убит человек. После ознакомления со старым делом о нападении на бордель сомнений у Васина не остаётся: покушение — инсценировка, к которой причастны Глухарёв и Антошин. |                                  |                  |                            |                 |                 |                  |                 |
| 48 | «Тьма»                           | Юрий Попович     | Илья Куликов               | Сергей Воронцов | Алексей Шелыгин | 8 апреля 2010    | Ирина Алексеева |
| По наводке Карпова Глухарёв и Антошин встречаются с начальником службы безопасности Шошина — Дмитрием — и угрожают ему, требуя, чтобы он не препятствовал расследованию в отношении Шошина. Зимина же просит изменить меру пресечения Тарасову, но Васин наотрез отказывается. Колю переводят из больницы в СИЗО. Шошин предлагает Дмитрию огромные деньги за убийство Антошина и Глухарёва. Опасаясь за жизнь сотрудников, Зимина настоятельно рекомендует Антошину и Глухарёву временно скрыться, но друзья отказываются. Глухарёва повышают в звании. Покушение на жизни Сергея и Дениса не заставляет себя долго ждать: их чуть не застрелили у подъезда, а позже в Глухарёва через окно прилетает пуля. Зимина, твёрдо решившая отомстить Шошину, даёт Карпову приличную взятку. Карпов способствует убийству Шошина в СИЗО. Сохранилась главная интрига: выживет ли Глухарёв? |                                  |                  |                            |                 |                 |                  |                 |

## Глухарь. Возвращение (2010)
| № | Название                   | Режиссёр          | Сценарист           | Оператор        | Композитор      | Дата премьеры    | Художник        |
| --- | -------------------------- | ----------------- | ------------------- | --------------- | --------------- | ---------------- | --------------- |
| 1 | «Пятницкий»                | Тимур Алпатов     | Гузель Киреева      | Сергей Воронцов | Алексей Шелыгин | 20 сентября 2010 | Ирина Алексеева |
| Глухарёв покупает в магазине продукты. Неожиданно в магазин врываются двое в масках и, угрожая пистолетом, требуют деньги. Сергею удаётся уговорить грабителей сдаться. Зимина выступает по телевидению. Карпов с оперативниками устраивают облаву на наркодилеров. Коля с Агаповым и Черенковым отправляются на склад, где Андрей и Лёша выносят телевизор и пытаются его погрузить в машину. В это время выскакивает сторож и открывает огонь. Пуля попадает в Черенкова. Коля и Агапов везут раненого Алексея на дачу, прихватив с собой сторожа, и обращаются за помощью к Денису... |                            |                   |                     |                 |                 |                  |                 |
| 2 | «Заочница»                 | Тимур Алпатов     | Гузель Киреева      | Сергей Воронцов | Алексей Шелыгин | 20 сентября 2010 | Ирина Алексеева |
| В отдел приходит Вера — женщина, которая боится недавно вышедшего из мест заключения Андрея Чигарёва, который сидел за убийство, и просит Антошина помочь ей. Вечером Денис отправляется побеседовать с Чигарёвым... Зимина просит Карпова разобраться с отделом дознания, на который поступило заявление в прокуратуру. |                            |                   |                     |                 |                 |                  |                 |
| 3 | «Семейный очаг»            | Тимур Алпатов     | Гузель Киреева      | Сергей Воронцов | Алексей Шелыгин | 21 сентября 2010 | Ирина Алексеева |
| Семейная пара ссорится и шумит. Соседка вызывает милицию. Глухарёв с Антошиным весело подшутили над дежурным — теперь Денису придётся побыть дежурным. Карпов отправляет Антошина на вызов. Денис просит Агапова посидеть в дежурке. Уходя, Денис спросил у Агапова адрес вызова. Андрей говорит Денису неправильный адрес... Настя на работе познакомилась с человеком, который проиграл деньги в покер и задолжал серьёзным людям. Тем временем, Коля разбирается с безответственной коллегой Марины, а Глухарёв наконец решил сделать Зиминой предложение руки и сердца. |                            |                   |                     |                 |                 |                  |                 |
| 4 | «Серёжа»                   | Тимур Алпатов     | Гузель Киреева      | Сергей Воронцов | Алексей Шелыгин | 21 сентября 2010 | Ирина Алексеева |
| Зимина отказывается от предложения Глухарёва. К расстроенному Сергею обращается Анна Синцова — девушка, у которой пропал сын Серёжа. Девушка, как всегда, гуляла с сыном в сквере, но отвлеклась на пару минут, и Серёжа пропал. Денису удаётся выяснить, что мальчика увезли на синей Иномарке... Зимина поручает Коле выслушать пенсионерок, у которых от подъезда украли скамейку. Карпов отправляет Антошина на задержание вора-домушника, который застрял между входными дверями квартиры. |                            |                   |                     |                 |                 |                  |                 |
| 5 | «Отец»                     | Тимур Алпатов     | Гузель Киреева      | Сергей Воронцов | Алексей Шелыгин | 22 сентября 2010 | Ирина Алексеева |
| Из следственного комитета к Глухарёву приходит Виктор Мостовой по делу о похищении ребёнка. Виктор рассказывает Сергею, что недавно был похожий случай: на автозаправке пропал мальчик 12-ти лет, которого искали несколько дней, а потом ребёнок появился на той же заправке. У мальчика вырезали почку! Сергей думает, что ребёнка похитили с целью изъятия внутренних органов. Карпов приходит к Глухарёву и вспоминает про дело, которое Сергей вёл год назад — ДТП, где обкуренный парень сбил на машине семерых детей. Карпов сообщает Сергею, что в прокуратуре материалы дела были сильно изменены. |                            |                   |                     |                 |                 |                  |                 |
| 6 | «Всё, что есть у меня»     | Тимур Алпатов     | Гузель Киреева      | Сергей Воронцов | Алексей Шелыгин | 22 сентября 2010 | Ирина Алексеева |
| К Глухарёву приходит отец пропавшего мальчика — Евгений. Карпов приходит к Глухарёву и говорит, что у Антошина и Насти есть зацепка по делу о хищении Серёжи, но оба почему-то молчат. Карпов советует Глухарёву разговорить Настю. Зимина просит Сергея оставить дело о похищении, так как им занимается прокуратура. Глухарёв приходит к Насте и она решает рассказать Сергею историю про своего знакомого Федю, который умер, продав внутренний орган. |                            |                   |                     |                 |                 |                  |                 |
| 7 | «Амнезия»                  | Тимур Алпатов     | Гузель Киреева      | Сергей Воронцов | Алексей Шелыгин | 23 сентября 2010 | Ирина Алексеева |
| Евгений странным образом оказывается на свалке без сознания. Глухарёв рассказывает Денису, что он небезразличен Анне — матери пропавшего мальчика. Денис понимает, что у друга не всё хорошо и приглашает его вечером к себе в гости. Марина отправляется вместе со своей новой подругой поднимать себе настроение, потому как в последнее время их отношения с Колей переживают не лучший период. Глухарёв сообщает Насте, что у него есть агент под прикрытием... |                            |                   |                     |                 |                 |                  |                 |
| 8 | «Нелюди»                   | Тимур Алпатов     | Гузель Киреева      | Сергей Воронцов | Алексей Шелыгин | 23 сентября 2010 | Ирина Алексеева |
| На улице мимо Глухарёва и Антошина проезжает синяя Иномарка, на которой, вероятно, был похищен Серёжа. Денис просит своего бывшего начальника Палыча пробить номер Иномарки. Сергей с Денисом едут по адресу, где живёт владелица машины, но там их ждёт неудача. Позже Денис узнаёт от Палыча, что Инфинити была обнаружена в болоте, и понимает, что преступники избавились от машины. Следы потеряны! Друзья не знают, что делать дальше. Карпов предлагает свою помощь. С его помощью друзья находят нужный им загородный дом. |                            |                   |                     |                 |                 |                  |                 |
| 9 | «Шапочный разбор»          | Тимур Алпатов     | Гузель Киреева      | Сергей Воронцов | Алексей Шелыгин | 27 сентября 2010 | Ирина Алексеева |
| Женщина обнаружила, что её гараж обворовали. Она вызывает милицию. Денис с Агаповым отправляются на место происшествия. Потерпевшая рассказывает, что из гаража украдена партия меховых шапок в челночных сумках. Агапов, случайно нашедший сумки, предлагает устроить засаду... Зимина недовольна перестрелкой, которую устроил Карпов, чтобы освободить похищенного мальчика. Глухарёв рассказывает Анне, что отец Серёжи был ранен в перестрелке. Между тем, Сергей понимает, что его всё больше тянет к Анне, которая приглашает его на ужин. |                            |                   |                     |                 |                 |                  |                 |
| 10 | «Шпионские страсти»        | Тимур Алпатов     | Гузель Киреева      | Сергей Воронцов | Алексей Шелыгин | 27 сентября 2010 | Ирина Алексеева |
| Глухарёв знакомится со странным заявлением от пенсионерки Нелли Афросиабовны, которая утверждает, что за ней следят агенты иностранных разведок и уже трижды воровали у неё молоко из холодильника. Старушка на учёте в психиатрической клинике не состоит. Сергей решает отправиться в гости к пенсионерке. Старушка подозревает, что у неё в квартире установлены камеры — и не зря... Сергей провожает Анну в трёхдневную командировку. |                            |                   |                     |                 |                 |                  |                 |
| 11 | «Точка Зеро»               | Тимур Алпатов     | Гузель Киреева      | Сергей Воронцов | Алексей Шелыгин | 28 сентября 2010 | Ирина Алексеева |
| Денис узнаёт, что у Глухарёва очень серьёзные отношения с Анной, и что Сергей собирается уволиться и всё рассказать Зиминой. На следующий день Сергей, подавая в кабинете Зиминой рапорт об увольнении, видит по телевизору репортаж об аварии и понимает, что Анна попала в ДТП. Сергей, узнав о гибели Анны, решает усыновить мальчика... Тем временем, Агапов расследует дело, где грабитель орудует в противогазе. |                            |                   |                     |                 |                 |                  |                 |
| 12 | «Жуки»                     | Тимур Алпатов     | Гузель Киреева      | Сергей Воронцов | Алексей Шелыгин | 28 сентября 2010 | Ирина Алексеева |
| Утром в квартиру к Глухарёву врывается разъярённый сосед снизу и сообщает, что Глухарёв его затопил. Как оказалось, у Сергея прорвало трубу. Сосед рассказывает Глухарёву, что у него украли фуру с товаром и просит Сергея помочь... А Коля выезжает на кражу: обокрали студента, украли деньги и ноутбук. Вернувшись в отдел, Тарасов узнаёт, что за три часа произошло ещё четыре квартирные кражи со взломом, и все в одном доме... |                            |                   |                     |                 |                 |                  |                 |
| 13 | «Сила есть»                | Тимур Алпатов     | Игорь Маслов        | Сергей Воронцов | Алексей Шелыгин | 29 сентября 2010 | Ирина Алексеева |
| Глухарёв принимает заявление от избитого парня Толика. Глухарёв помнит, что на днях было несколько похожих случаев, и во всех пострадали бодибилдеры. Все пострадавшие ходили в один и тот же тренажёрный зал. Антошин и Глухарёв отправляются ловить бандита на живца. К Насте на работе подбегает девушка, которая сообщает ей о сбитом машиной парне... К Коле приходит старый приятель его отца — Андрей Пожарский — и приносит чемоданчик с документами. По совету Глухарёва Коля сжигает все документы. Ночью к Коле в квартиру врываются люди в масках и ищут документы. |                            |                   |                     |                 |                 |                  |                 |
| 14 | «Ночные гости»             | Тимур Алпатов     | Гузель Киреева      | Сергей Воронцов | Алексей Шелыгин | 4 октября 2010   | Ирина Алексеева |
| После ухода «нежданных гостей» Коля вызывает Глухарёва. Марина вспоминает, что нападавшие всё время спрашивали про какую-то плёнку. Сергей подключает оперативников и начинает заниматься поисками неизвестных нападавших. Марина, по совету Коли, уезжает в Петербург к отцу. Вечером Глухарёв замечает у себя во дворе странный автомобиль и решает проверить документы у водителя. Денис, найдя в машине странную вещь, случайно взрывает рядом стоящий автомобиль. Настя начинает готовиться к поступлению в медицинский институт и записывается на курсы. |                            |                   |                     |                 |                 |                  |                 |
| 15 | «Чёрная кошка»             | Тимур Алпатов     | Игорь Маслов        | Сергей Воронцов | Алексей Шелыгин | 4 октября 2010   | Ирина Алексеева |
| Одна из подруг Ирины Зиминой рассказывает ей, что её укусил вампир и показывает укус на шее. Зимина рассказывает об этом Глухарёву, который рассказал Ирине, что это уже второй случай. Позже в отдел приходит очередная жертва вампира. Девушка знает адрес нападавшего. Денис с Сергеем отправляются на задержание... К Коле приходит следователь из прокуратуры и сообщает, что он расследует дело о смерти Андрея Пожарского. Коля встречается с вдовой Пожарского и узнаёт подробности его смерти. |                            |                   |                     |                 |                 |                  |                 |
| 16 | «Наезд»                    | Тимур Алпатов     | Гузель Киреева      | Сергей Воронцов | Алексей Шелыгин | 5 октября 2010   | Ирина Алексеева |
| Марина, вернувшись домой, застаёт Колю с его новой знакомой — Катей. Зимина направляет к Глухарёву родителей сбитого одноклассника своего сына Саши. Машина, сбившая мальчика, скрылась с места происшествия. Ирина просит Сергея тщательно разобраться с этим делом. Родители пострадавшего сообщают Глухарёву номера машины. Позже выясняется, что хозяйка авто написала заявление об угоне... Настя, поссорившись с Денисом, уходит от него. |                            |                   |                     |                 |                 |                  |                 |
| 17 | «Слон»                     | Тимур Алпатов     | Игорь Маслов        | Сергей Воронцов | Алексей Шелыгин | 5 октября 2010   | Ирина Алексеева |
| Водитель, подвозивший пьяного молодого человека, находит в машине забытую сумку с деньгами. Глухарёв на минуту вышел из кабинета и направился к Зиминой. В этот момент в кабинет Сергея, где сидит подвыпивший Антошин, приходит водитель и оставляет сумку с деньгами. На следующий день к Глухарёву приходит хозяин сумки и требует вернуть деньги. Сергей понимает, что деньги украл Денис. Зиминой сообщают, что её сын Саша попал в больницу. Глухарёв отправляется в центр патологии речи. |                            |                   |                     |                 |                 |                  |                 |
| 18 | «Батарея»                  | Тимур Алпатов     | Гузель Киреева      | Сергей Воронцов | Алексей Шелыгин | 6 октября 2010   | Ирина Алексеева |
| Антошин заходит в кабинет Карпова и видит начальника в грустном виде. Стас рассказывает Денису, что его сестру задержали за торговлю наркотиками. Глухарёв приходит домой и обнаруживает, что у него прорвало батарею. Ночью в отделе задержанный парень громко шумит. Карпов, уже прилично выпивший, успокаивает задержанного ударом. Дежурный звонит Глухарёву и вызывает его в отдел. Сергей обнаруживает в камере труп задержанного. Дежурный рассказывает Сергею, что это дело рук Карпова... Зимина предполагает, что у её сына вымогали деньги. Коля встречается с Катей и понимает, что она связана с напавшими на него неизвестными. |                            |                   |                     |                 |                 |                  |                 |
| 19 | «Туман»                    | Тимур Алпатов     | Игорь Маслов        | Сергей Воронцов | Алексей Шелыгин | 6 октября 2010   | Ирина Алексеева |
| Утром Денис с жуткого похмелья приходит в отдел. Сергей сообщает Денису, что Карпов попал аварию и находится в больнице без сознания. Это очень удивило Дениса — ведь Стас обычно аккуратно водит машину. Друзья отправляются в больницу. Оперативники сообщают Денису, что Карпов его вчера уволил. Денис ничего не помнит. Глухарёву с Антошиным удаётся осмотреть пробитое колесо с машины Карпова. Сергей обнаруживает пулю и в ужасе узнаёт, что эта пуля из пистолета Антошина. Денис еле-еле вспоминает подробности вчерашнего жёсткого разговора со Стасом и рассказывает обо всём Сергею. Денис просит Сергея о помощи. Карпов приходит в себя. |                            |                   |                     |                 |                 |                  |                 |
| 20 | «Спасатель»                | Тимур Алпатов     | Гузель Киреева      | Сергей Воронцов | Алексей Шелыгин | 7 октября 2010   | Ирина Алексеева |
| Денис на улице встречает своего друга Влада, который работает в МЧС. Влад просит Дениса подменить его на день и Денис соглашается. Черенков просит Колю скопировать со своего компьютера файл, который Агапов скопировал с флэшки Коли. В конце дня Денис решает подарить Насте прощальный подарок. Ему удаётся узнать адрес Славы — молодого человека, у которого остановилась Настя. |                            |                   |                     |                 |                 |                  |                 |
| 21 | «Запись»                   | Тимур Алпатов     | Гузель Киреева      | Сергей Воронцов | Алексей Шелыгин | 7 октября 2010   | Ирина Алексеева |
| Глухарёв и Тарасов смотрят запись с Колиной флэшки и видят момент убийства. Сергей советует Коле уничтожить запись. Карпову удаётся просмотреть запись убийства. Стас встречается со своим знакомым, которого он увидел на записи, и сообщает ему о планах Тарасова. Коля поднимает дела отца и находит, что искал — дело Сычёва. Карпов предупреждает Колю, чтобы тот не лез в это дело и забыл про запись. К Глухарёву обращается Настя и просит помочь вытащить из запоя Дениса. |                            |                   |                     |                 |                 |                  |                 |
| 22 | «Нефть»                    | Тимур Алпатов     | Игорь Маслов        | Сергей Воронцов | Алексей Шелыгин | 11 октября 2010  | Ирина Алексеева |
| Глухарёв приводит Дениса в группу анонимных алкоголиков. Коля рассказывает Глухарёву о задержании Кати. Сычёв звонит Тарасову и сообщает, что похитил Марину и требует выкуп. Карпов предупреждает Глухарёва, что с Сычёвым надо быть поосторожнее... |                            |                   |                     |                 |                 |                  |                 |
| 23 | «Грязные деньги»           | Тимур Алпатов     | Гузель Киреева      | Сергей Воронцов | Алексей Шелыгин | 11 октября 2010  | Ирина Алексеева |
| Коля заходит в магазин, чтобы разменять крупную сумму. На выходе на Колю нападает мужчина с канцелярским ножом. Коля доставляет горе-грабителя в отделение. Позже в отдел приходит жена грабителя и рассказывает свою печальную историю Коле и Глухарёву. Карпов сообщает Денису, что у него есть заманчивое предложение. Денис соглашается. Стас знакомит его с неким Егором и Денис отправляется на сделку... Настя звонит Глухарёву и просит помочь найти пропавшего Антошина. |                            |                   |                     |                 |                 |                  |                 |
| 24 | «Принцип ящерицы»          | Тимур Алпатов     | Гузель Киреева      | Сергей Воронцов | Алексей Шелыгин | 12 октября 2010  | Ирина Алексеева |
| Агапов становится свидетелем драки и вместе с коллегами проводит удачное задержание. Потерпевшего и нападавшего доставляют в отделение. Бандиты, с которыми связался Денис, привозят его на мост и собираются утопить. Но Денису удаётся договориться. Карпов не собирается посвящать Глухарёва и Зимину, которые беспокоятся за друга, в подробности операции. Антошина отпускают. Позже, Сомов — главарь бандитов — звонит Денису и просит встречи. Денис соглашается. |                            |                   |                     |                 |                 |                  |                 |
| 25 | «Новая работа»             | Тимур Алпатов     | Гузель Киреева      | Сергей Воронцов | Алексей Шелыгин | 12 октября 2010  | Ирина Алексеева |
| Глухарёв приходит к Зиминой и пытается узнать, что происходит с Денисом. Зимина утверждает, что ничего не знает, но позже сообщает Сергею, что Дениса перевели в другое РОВД. Денис решает уйти из дома. Антошин встречается с Сомовым, и тот поручает Денису следить за девушкой и установить всё её контакты. Антошин следит за девушкой и узнаёт, что она — дочь Сомова. |                            |                   |                     |                 |                 |                  |                 |
| 26 | «Никто»                    | Тимур Алпатов     | Гузель Киреева      | Сергей Воронцов | Алексей Шелыгин | 13 октября 2010  | Ирина Алексеева |
| Настя встречает Глухарёва и пытается у него узнать про Антошина. Егор и Карпов встречаются с Денисом. Егор сообщает Денису, что среди ментов есть информатор, работающий на Сомова. Егор советует Денису сблизиться с дочерью Сомова — Катей. О том, что Антошин работает в МВД теперь знают только Егор и Стас — вся информация уничтожена в целях безопасности. Катя просит Дениса сыграть роль её парня. |                            |                   |                     |                 |                 |                  |                 |
| 27 | «Сделка»                   | Тимур Алпатов     | Гузель Киреева      | Сергей Воронцов | Алексей Шелыгин | 13 октября 2010  | Ирина Алексеева |
| Сомов радуется сближению Кати и Дениса и предлагает Антошину шпионить за Катей. Продолжая расследование деятельности сектантов, Глухарёв, Тарасов, Агапов и Черенков угрожают лидеру секты, которая, опасаясь за свой бизнес, вызывает Сомова и его людей. Среди прибывших Глухарёв видит Дениса, но не подаёт вида, что друзья знакомы. Поняв, что Сергей будет искать его, Антошин просит Егора успокоить Глухарёва и назначить с ним встречу... |                            |                   |                     |                 |                 |                  |                 |
| 28 | «Гаечка»                   | Тимур Алпатов     | Гузель Киреева      | Сергей Воронцов | Алексей Шелыгин | 14 октября 2010  | Ирина Алексеева |
| По району прокатилась серия необычных ограблений. Все потерпевшие жалуются на неизвестного мальчика, представляющегося соседом и просящего поискать гаечку, якобы упавшую на балкон. После его ухода потерпевшие замечали пропажу мелких ценностей. Вскоре горе-воришка попытался ограбить и квартиру Глухарёва, но попался... |                            |                   |                     |                 |                 |                  |                 |
| 29 | «Карусель»                 | Тимур Алпатов     | Гузель Киреева      | Сергей Воронцов | Алексей Шелыгин | 14 октября 2010  | Ирина Алексеева |
| Сомов встречается со своим человеком в спецслужбах. Некий Георгий намекает ему на утечку информации и уверяет Сомова, что слухи о нетрадиционной ориентации Кати — правда. Глухарёв встречается с Антошиным. Узнав от друга правду, Сергей успокаивается и на радостях предлагает Денису прокатиться на карусели. В результате халатности работника парка развлечений после многочасового катания друзья попадают в больницу... |                            |                   |                     |                 |                 |                  |                 |
| 30 | «Грань»                    | Тимур Алпатов     | Гузель Киреева      | Сергей Воронцов | Алексей Шелыгин | 18 октября 2010  | Ирина Алексеева |
| Черенков начинает расследование причин нападения на подругу Марины — Александру — и встречается с ней. Придя к Александре домой, Алексей сталкивается с Антошиным, также пытающемся выяснить правду. Вместе коллеги приходят к выводу, что все нападения — дело рук Сомова, решившего проверить слухи о лесбийской связи Александры и Кати. Катя замечает слежку отца за домом Александры и предупреждает об этом Антошина. Егору удаётся выявить агента Сомова в спецслужбах — Георгия забросив через него дезинформацию о готовящемся захвате милицией одного из складов Сомова с контрафактной продукцией... |                            |                   |                     |                 |                 |                  |                 |
| 31 | «Спринт»                   | Тимур Алпатов     | Гузель Киреева      | Сергей Воронцов | Алексей Шелыгин | 18 октября 2010  | Ирина Алексеева |
| По приказу Сомова Антошин убивает наркодилера в подконтрольном ему районе. Пойдя на убийство ради сохранения доверия Сомова, Денис постепенно проникается его идеям о том, что только сильные духом имеют право решать судьбы других людей. Глухарёв решает немедленно приступить к выводу Антошина из банды Сомова. Карпов советует Глухарёву проследить за Георгием и вывести его из игры. Глухарёв обнаруживает Георгия мёртвым. Сомов вызывает Антошина и требует жениться на Кате. Антошин пытается отказаться, но Сомов угрожает расправой. Решив полностью подчинить себе Антошина, люди Сомова совершают налёт на квартиру Дениса и угрозами вынуждают Настю бросить Антошина и уехать из города. |                            |                   |                     |                 |                 |                  |                 |
| 32 | «Предатель»                | Тимур Алпатов     | Гузель Киреева      | Сергей Воронцов | Алексей Шелыгин | 19 октября 2010  | Ирина Алексеева |
| Антошин недоволен вмешательством Сомова в личную жизнь. Втайне от отца Катя решает уехать в Лондон. Она прощается с Александрой и Денисом и передаёт ему письмо для Сомова с признанием. Антошин встречается с Егором и Карповым и передаёт им информацию о готовящейся сделке по продаже Сомовым оружия. Позаботившись о подчинённом, Стас дарит Антошину часы со встроенным маячком. Теперь Денису остаётся только отвезти Сомова на место, где его уже поджидает ОМОН. Но внезапно Денис меняет своё решение. Он отвозит Сомова в другое место и признаётся во всём. |                            |                   |                     |                 |                 |                  |                 |
| 33 | «Золотишко»                | Тимур Алпатов     | Гузель Киреева      | Сергей Воронцов | Алексей Шелыгин | 20 октября 2010  | Ирина Алексеева |
| К Глухарёву за помощью обращается некто Виктор Байдашенко, приехавший в Москву на выставку-продажу ювелирных изделий с собственным товаром. По словам Виктора, после ночи, проведённой в гостинице, рекомендованной администрацией выставки, его не пустили в собственный номер, куда уже заселился другой участник выставки — Акмал. Осмотрев номер, Глухарёв обнаруживает исчезновение всех драгоценностей Байдашенко. Вскоре выясняется, что куратор выставки — Туркмен — собирает информацию о её участниках, а затем передаёт её похитителям. Сергей просит Акмала оставить его драгоценности в номере и, проследив за администрацией гостиницы, узнаёт, что она в сговоре с Туркменом... |                            |                   |                     |                 |                 |                  |                 |
| 34 | «Преступление и наказание» | Тимур Алпатов     | Гузель Киреева      | Сергей Воронцов | Алексей Шелыгин | 20 октября 2010  | Ирина Алексеева |
| К Глухарёву обращается следователь прокуратуры, разыскивающий Анну Бортко — жену члена банды автоугонщиков, ранее проходившей по делу у Глухарёва. Изучив архив, Сергей вспоминает, что все члены банды погибли при задержании их Карповым. Внезапно Карпов обращается к Глухарёву с просьбой найти некоего Булкина — руководящего автомастерской по разбору ворованных машин. Вычислив Булкина, Глухарёв и Антошин узнают, что Анна Бортко привела на встречу с Карповым киллера, который подстрелил Стаса. Однако, сама Бортко отрицает причастность к случившемуся. Заметив рядом с ней известного киллера Комаровского, Глухарёв и Антошин направляются на дачу к Булкину... |                            |                   |                     |                 |                 |                  |                 |
| 35 | «Майские-3»                | Тимур Алпатов     | Игорь Маслов        | Сергей Воронцов | Алексей Шелыгин | 5 октября 2011   | Ирина Алексеева |
| Майские праздники. Зимина у себя в кабинете даёт интервью журналисту из газеты. Глухарёв планирует вместе с Зиминой отправиться в путешествие. Агапов с Черенковым готовятся к пикнику. А вот Коле не повезло — он дежурит. Денис планирует отметить праздники вместе с Настей. Но все планы сотрудников меняются, когда в отдел доставляют некого Болтнева, фармацевта с мировым именем, который был задержан в нетрезвом виде при управлении авто. При досмотре кейса Болтнева неожиданно разбивается пробирка. На территории ОВД «Пятницкий» объявлен карантин — в пробирке находился новый штамм гриппа. |                            |                   |                     |                 |                 |                  |                 |
| 36 | «Сирены»                   | Тимур Алпатов     | Игорь Маслов        | Сергей Воронцов | Алексей Шелыгин | 5 октября 2011   | Ирина Алексеева |
| У Глухарёва День Рождения. Антошин и Агапов хотят устроить Сергею сюрприз. Глухарёв вместе с друзьями отмечает праздник на природе и знакомится с очаровательными девушками. К Тарасову приходит потерпевший — Семён — и рассказывает, что периодически его машину уродуют какие-то подростки на велосипедах. В очередной раз Семёну удаётся поймать одного велосипедиста. Пойманный рассказывает Коле, что Семён сам «заварил эту кашу», когда сильно избил их друга. Тем временем, Агапова, Глухарёва и Антошина ждут незабываемые приключения. Коля отпускает задержанного. Семён, узнав об этом, решает сам разобраться с велосипедистами. |                            |                   |                     |                 |                 |                  |                 |
| 37 | «Мертвец-1»                | Тимур Алпатов     | Гузель Киреева      | Сергей Воронцов | Алексей Шелыгин | 6 октября 2011   | Ирина Алексеева |
| Агапов написал книгу и её хотят издать. Отметить это событие Агапов с Черенковым отправляются в ресторан, где друзья знакомятся с двумя девушками. На следующее утро, на улице, среди мусорных баков, Черенков приходит в себя и случайно видит, как окровавленного Агапова запихивают в багажник. Черенков записывает номер автомобиля. Алексей понимает, что друга убили. По номеру авто Глухарёву удаётся установить адрес хозяина. Сергей, Черенков и Тарасов отправляются по адресу, а затем и в злополучный ресторан... |                            |                   |                     |                 |                 |                  |                 |
| 38 | «Мертвец-2»                | Тимур Алпатов     | Игорь Маслов        | Сергей Воронцов | Алексей Шелыгин | 6 октября 2011   | Ирина Алексеева |
| Агапов приходит в себя за карточным столом, где двое парней сообщают Андрею, что он проиграл 100000 рублей. Агапов предлагает им разойтись по-хорошему и говорит, что он мент. Андрея сильно избивают. Преступники уверены, что убили Агапова. Они хотят избавиться от трупа за городом. Андрей приходит в себя и пытается не единожды сбежать, но не удаётся. Агапова везут на дачу... |                            |                   |                     |                 |                 |                  |                 |
| 39 | «Жалоба»                   | Максим Аверин     | Гузель Киреева      | Сергей Воронцов | Алексей Шелыгин | 10 октября 2011  | Ирина Алексеева |
| Сестра Карпова сидит в СИЗО и Стас не хочет ей помогать. Карпов встречается со следователем Дубцовым, от которого он узнаёт о смерти сестры. Дежурному звонит неизвестный и сообщает, что в отделе работает дознаватель Василий Семёнов, который берёт взятки. Черенкову, благодаря Агапову, отказывают в кредите. Глухарёв и Антошин встречают своего школьного друга, который зовёт их на охоту. К Зиминой поступает анонимная жалоба на Семёнова, а затем к Ирине приходит потерпевший и сообщает, что Семёнов вымогал у него взятку за раскрытие преступления. Зимина поручает Глухарёву провести внутреннее расследование. |                            |                   |                     |                 |                 |                  |                 |
| 40 | «Баня»                     | Максим Аверин     | Игорь Маслов        | Сергей Воронцов | Алексей Шелыгин | 10 октября 2011  | Ирина Алексеева |
| У одного из сотрудников МВД в бане пропал пистолет. Карпов встречается с Дубцовым и требует рассказать ему, кто виновен в смерти его сестры. Дубцов советует Стасу начать с медиков, которые что-то кололи Анне. Карпов быстро находит фельдшера скорой помощи, но разговор не получается и Стаса избивают. К Денису за помощью обращается директор бани, в которой пропал пистолет. У Зиминой начинается беспокойная жизнь. Глухарёв и Антошин, найдя пистолет и вернув его хозяину, получают в подарок баню. |                            |                   |                     |                 |                 |                  |                 |
| 41 | «Скандалисты»              | Андрей Морозов    | Валерия Подорожнова | Сергей Воронцов | Алексей Шелыгин | 11 октября 2011  | Ирина Алексеева |
| В подъезде к девушке пристаёт парень, но ему не повезло... Глухарёв с Антошиным решают оформить баню на Настю. Но для этого Денис должен жениться на Насте. Денис принимает решение — жениться. Марине приходит повестка из суда — ей предлагают быть присяжной. Карпов забирает своего племянника Лёню к себе, так как его мать положили в больницу с инсультом. |                            |                   |                     |                 |                 |                  |                 |
| 42 | «Няня»                     | Тимур Алпатов     | Гузель Киреева      | Сергей Воронцов | Алексей Шелыгин | 11 октября 2011  | Ирина Алексеева |
| Возле отдела Глухарёва встречает гастарбайтер и просит о помощи: несчастный делал ремонт и хозяин ему не заплатил. Но Сергей ему отказывает... Глухарёв с Антошиным отправляются в свою баню, чтобы ознакомиться с хозяйством. Ольга — няня, которую Карпов нанял для племянника, встречается с наркоманом, которому нужны деньги. Позже Карпов у себя дома замечает пропажу денег и подозревает няню. Стас просит Дениса проследить за Ольгой... Марину выбирают старшиной присяжных. |                            |                   |                     |                 |                 |                  |                 |
| 43 | «Мечта»                    | Мичислав Юзовский | Валерия Подорожнова | Сергей Воронцов | Алексей Шелыгин | 12 октября 2011  | Ирина Алексеева |
| К Марине домой заявляется помощник адвоката подсудимых на процессе, где Марина является старшиной присяжных. Он предлагает Марине деньги, но она отказывается. Коля выпроваживает «нежданного гостя». Черенков знакомится с симпатичной девушкой. Настя с подругой решила зайти посмотреть свою собственность. Смотрины закончились скандалом. К Глухарёву обращается девушка, которую парень заразил СПИДом. У Насти неизвестный вымогает $10000. |                            |                   |                     |                 |                 |                  |                 |
| 44 | «Я — табуретка»            | Мичислав Юзовский | Игорь Маслов        | Сергей Воронцов | Алексей Шелыгин | 12 октября 2011  | Ирина Алексеева |
| К Глухарёву обращается хозяин фирмы, занимающейся грузоперевозками. Он рассказывает, что год назад из контейнеров стал пропадать груз. Глухарёв с Антошиным выходят на некого Кирова, который работает шофёром в фирме. Киров был ранее судим за воровство... Свидетель на суде меняет показания. Марина считает, что свидетеля подкупили. Вечером Глухарёв отправляется в гости к Денису, чтобы помириться с Настей. |                            |                   |                     |                 |                 |                  |                 |
| 45 | «Присяжный»                | Тимур Алпатов     | Гузель Киреева      | Сергей Воронцов | Алексей Шелыгин | 13 октября 2011  | Ирина Алексеева |
| К Глухарёву обращается женщина с заявлением: ночью трое в масках проникли в квартиру и забрали все деньги из сейфа. Пострадавшая вспоминает, что у одного из грабителей на правой руке не было большого пальца. Сергей подозревает охранника Рому... Марина сильно переживает за смерть присяжного Голубничего. Тарасов узнаёт, что его смерть не случайна, а ещё Коля узнаёт, что погибший Мальцев был другом прокурора Васина. |                            |                   |                     |                 |                 |                  |                 |
| 46 | «Война»                    | Тимур Алпатов     | Игорь Маслов        | Сергей Воронцов | Алексей Шелыгин | 13 октября 2011  | Ирина Алексеева |
| Некто Виктор Журов хочет купить у Глухарёва баню за крупную сумму. Сергей отказывается, но Журов предлагает подумать. Коля навещает в психологической клинике парня, который утверждает, что на него напал мертвец... Журов пытается договориться с Глухарёвым не только насчёт бани, но и по поводу Марины, поскольку она является ключевым звеном в одном очень важном для Журова деле. Денис начинает думать, что Глухарёв хочет продать баню в тайне от него. К Карпову домой врывается рассерженный человек с ножом. |                            |                   |                     |                 |                 |                  |                 |
| 47 | «Поджог»                   | Тимур Алпатов     | Гузель Киреева      | Сергей Воронцов | Алексей Шелыгин | 14 октября 2011  | Ирина Алексеева |
| Карпов отдаёт своего племянника в детский центр. Настю вызывают на допрос по делу о поджоге бани. Экспертиза устанавливает, что результатом пожара стал поджог. Настю задерживают по обвинению в организации поджога, повлёкшим смерть администраторши Эдуардовны. На защиту Насти становится адвокат Вика Иванцова. Глухарёв с Антошиным уверены, что истинным поджигателем является Виктор Журов и решают собрать против него улики. Настя узнаёт, что беременна. Карпов предлагает заплатить зеку Винту, чтобы он взял на себя вину за поджог. Но Винт отказывается, тогда Глухарёв решает пойти на встречу с Журовым, чтобы спровоцировать его на признание в поджоге и записать разговор на диктофон. |                            |                   |                     |                 |                 |                  |                 |
| 48 | «В огне»                   | Тимур Алпатов     | Игорь Маслов        | Сергей Воронцов | Алексей Шелыгин | 14 октября 2011  | Ирина Алексеева |
| После встречи с Журовым Глухарёва обнаруживают избитым без сознания. Полная решимости отомстить за любимого, Зимина лично идёт к Журову и угрожает ему. Антошин узнаёт от сестры погибшей Эдуардовны, что не задолго до пожара Эдуардовна видела около бани подозрительного человека со шрамами на лице. Зимина узнала этого человека — она видела его в офисе Журова. Антошин узнаёт, что человек со шрамами — брат Журова — Максим. Коле удаётся узнать, что задолго до убийства следователя Мальцева при загадочных обстоятельствах сгорел завод «НБ ТЕХ», принадлежавший Журову и Бирюкову. Зимина встречается с Бирюковым и обещает помочь в его оправдании, если тот всё расскажет. Бирюков соглашается. Карпов, тем временем, занят поисками сбежавшего племянника. |                            |                   |                     |                 |                 |                  |                 |
| 49 | «Зануда»                   | Тимур Алпатов     | Гузель Киреева      | Сергей Воронцов | Алексей Шелыгин | 17 октября 2011  | Ирина Алексеева |
| За помощью к Глухарёву обращается разгневанная начальница отдела кадров крупной компании — Ольга. Она утверждает, что неизвестные злоумышленники преследуют её. Однако, хамское поведение Ольги отталкивает Глухарёва и заводить уголовное дело он не торопится. Карпов жестоко избивает племянника владельца местной службы такси Гасана, стремясь вынудить Башира платить дань. Башир решается подставить Карпова и обращается в службу собственной безопасности милиции. Карпова задерживают в момент передачи взятки. Агапов и Антошин страдают от дотошного потерпевшего, чью квартиру ограбили и вор скрылся через форточку. |                            |                   |                     |                 |                 |                  |                 |
| 50 | «Эскулап»                  | Тимур Алпатов     | Гузель Киреева      | Сергей Воронцов | Алексей Шелыгин | 17 октября 2011  | Ирина Алексеева |
| Карпову удаётся откупиться от ОСБ. Узнав об этом, Башир и Гасан, боясь мести, похищают дочь участкового, чтобы тот повлиял на Стаса. Но Карпов в ответ похищает Гасана, требуя вернуть девочку. Ольга начинает подозревать в преследовании свою коллегу Свету. Гуляя в парке, Глухарёв становится свидетелем нападения на Ольгу. Ему не удаётся задержать злоумышленника, но он понимает, что угрозы действительно серьёзные. Глухарёв узнаёт, что их с Антошиным одноклассница и первая любовь Антошина — Катя Черных — попала в больницу после автокатастрофы. |                            |                   |                     |                 |                 |                  |                 |
| 51 | «Сумасшедшие деньки»       | Тимур Алпатов     | Гузель Киреева      | Сергей Воронцов | Алексей Шелыгин | 18 октября 2011  | Ирина Алексеева |
| Глухарёв и Антошин навещают в больнице Катю. Увидев, как она вместе с матерью-инвалидом бедно живёт, друзья решают помочь ей. Узнав, что врач требует у Черных деньги, друзья угрожают эскулапу и тот соглашается провести операцию бесплатно. Глухарёв и Антошин, под видом кандидатов на работу, проводят опрос персонала компании и узнают о массовых увольнениях, начавшихся с приходом Ольги. В списке уволенных оказывается Галина Иванова — мать юноши, которого Ольга подозревает в нападениях. Черенкову обманом удаётся добиться признания от мелкого воришки. |                            |                   |                     |                 |                 |                  |                 |
| 52 | «Сокровища Тибета»         | Тимур Алпатов     | Гузель Киреева      | Сергей Воронцов | Алексей Шелыгин | 18 октября 2011  | Ирина Алексеева |
| Антон — коллега Ольги — намекает ей, что знает об угрозах и рекомендует взять отпуск. Глухарёв и Антошин выясняют, что Паша не мог напасть на Ольгу. Антошин отказывается от участия в расследовании. Врачи отказывают Кате в проведении операции, так как её лечащий врач Кравченко исчез. Агапов в очередной раз становится жертвой обмана: расследуя кражу из квартиры пенсионерки, он попадает в искусно расставленные ею сети — предприимчивая бабушка вынуждает Андрея снять для ремонта весь паркет, утверждая, что её покойный муж спрятал сокровища из Тибета. |                            |                   |                     |                 |                 |                  |                 |
| 53 | «По совести»               | Тимур Алпатов     | Гузель Киреева      | Сергей Воронцов | Алексей Шелыгин | 19 октября 2011  | Ирина Алексеева |
| Под давлением бывший охранник компании признаётся, что решил отомстить Ольге за своё увольнение. Однако, он не писал ей писем с угрозами и не обливал её раствором в парке. Теперь Глухарёв уверен, что у Ольги есть другие недоброжелатели. Директор компании увольняет Ольгу по обвинению в утечке информации. Глухарёв заставляет Антона признать свою вину в нападении на Ольгу. Антошин продолжает следить за судьбой Кати, которой назначена сложнейшая операция. Но лечение запоздало и девушка может лишиться ног. Узнав об этом, Глухарёв решает разобраться с врачом Кравченко... |                            |                   |                     |                 |                 |                  |                 |
| 54 | «Цемент»                   | Тимур Алпатов     | Игорь Маслов        | Сергей Воронцов | Алексей Шелыгин | 20 октября 2011  | Ирина Алексеева |
| Глухарёв расследует дело о нападении охранника супермаркета Андрея Лаптева на старушку-покупательницу. Одержимый борьбой за справедливость, Лаптев изрядно докучает Глухарёву. В районе объявляется загадочный мститель по кличке Цемент. Он неожиданно появляется по ночам, нападает на хулиганов, терроризирующих жительницу дома и следит за прячущимся преступником-рецидивистом. Но каждая вылазка Цемента заканчивается нелепо: ему дают отпор, и у него никак не получается победить зло... |                            |                   |                     |                 |                 |                  |                 |
| 55 | «Офисный планктон»         | Тимур Алпатов     | Гузель Киреева      | Сергей Воронцов | Алексей Шелыгин | 21 октября 2011  | Ирина Алексеева |
| Позвонивший в службу доверия сотрудник рекламного отдела еженедельника — Алексей Герасимов — угрожает расправой начальнику-тирану. В редакции Глухарёв становится свидетелем выполнения Алексеем угрозы. Приехавшие оперативники вступают в схватку с журналистом. В перестрелке тяжело ранен один из оперов. Именно он накануне серьёзно поссорился с Агаповым. Их конфликт получает удачную развязку: Агапов оказывается единственным возможным донором крови. Настя решает снова поступать в медицинский институт и случайно встречает своего бывшего товарища Славика, когда-то подстроившего её изнасилование. Славик предлагает помочь организовать поступление за взятку своему дяде-декану. Настя решает подставить Славика и декана. |                            |                   |                     |                 |                 |                  |                 |
| 56 | «Папаша»                   | Тимур Алпатов     | Гузель Киреева      | Сергей Воронцов | Алексей Шелыгин | 24 октября 2011  | Ирина Алексеева |
| Зимина безуспешно борется со своим соседом-алкоголиком Михаилом Потаповым, требуя от него прекратить дебоши, из-за которых страдают его жена Лида и новорождённый сын. Но вопреки её предупреждениям, младенец не успокаивается несколько дней. Зимина вынуждена вскрыть квартиру Потаповых. Лиду обнаруживают мёртвой. Экспертиза показывает, что смерть девушки наступила от побоев. Ирина понимает, что это дело рук Потапова, и, полная решимости наказать горе-папашу, поручает Антошину найти Потапова. Тем временем, Марина у себя на работе замечает подозрительного охранника. Встречая сестру с работы, Глухарёв узнаёт в охраннике Романа — одного из свидетелей — ранее проходивших по аналогичному делу. Оказывается, что тогда Роман под видом охранника втёрся в доверие к одинокой обеспеченной бизнес-леди и организовал налёт на её фирму — как и в этот раз... |                            |                   |                     |                 |                 |                  |                 |
| 57 | «Ноябрь»                   | Тимур Алпатов     | Игорь Маслов        | Сергей Воронцов | Алексей Шелыгин | 24 октября 2011  | Ирина Алексеева |
| Расследуя загадочное нападение на модель Юлию Агафонову, Тарасов встречается с её сотрудницами в модельном агентстве и выясняет, что у девушки есть давняя завистница — Дарья. Но Дарья настаивает на своей невиновности и показывает Коле личного спонсора Юли, в котором Коля с ужасом узнаёт Карпова. Глухарёву не удаётся отговорить своего сводного брата Егора от мысли стать ППСником. Вместе с Антошиным Егор проводит весь день на выездах и постигает азы оперативной работы. Редакция милицейского журнала приглашает Зимину на фотосессию для перекидного служебного календаря и стать лицом ноября. Однако у Зиминой есть конкурентка — сотрудница пресс-службы ГУВД. Все усилия Зиминой нейтрализовать конкурентку оказываются тщетными. |                            |                   |                     |                 |                 |                  |                 |
| 58 | «Собачник»                 | Тимур Алпатов     | Гузель Киреева      | Сергей Воронцов | Алексей Шелыгин | 25 октября 2011  | Ирина Алексеева |
| В районе объявляется загадочный убийца собак, отстреливающий ротвейлеров. Глухарёву приходится заняться поиском убийцы, ведь один из убитых псов принадлежал сестре префекта округа. Вскоре, благодаря случайному стечению обстоятельств, Агапов и Черенков становятся свидетелями того, как неизвестный закапывает чьи-то останки. Вскрыв могилу, друзья обнаруживают труп собаки. Задержать собачника по горячим следам не удаётся... Тарасов начинает собирать информацию о Карпове, которого он подозревает в нападении на Юлю, а начинающий ППСник Егор влюбляется в модель. |                            |                   |                     |                 |                 |                  |                 |
| 59 | «Другой»                   | Тимур Алпатов     | Гузель Киреева      | Сергей Воронцов | Алексей Шелыгин | 25 октября 2011  | Ирина Алексеева |
| Тарасов открыто обвиняет Карпова в нападении на Юлю. Карпов всё жестоко отрицает и предлагает Коле свою помощь. Юля признаётся, что на неё напал сын влиятельного бизнесмена Арсения Романцева — Глеб. Побеседовав с сестрой Глеба, Тарасов узнаёт, что в детстве Глеб пережил серьёзный шок, связанный с убийством его матери бритвой — тем же способом была ранена и Юля. Юля отказывается давать показания против Глеба. Глухарёв, решив проследить за Зиминой, которая его игнорирует, замечает её в компании с другим мужчиной. |                            |                   |                     |                 |                 |                  |                 |
| 60 | «Когтистый зверь»          | Тимур Алпатов     | Игорь Маслов        | Сергей Воронцов | Алексей Шелыгин | 26 октября 2011  | Ирина Алексеева |
| Зимина раскрывает Глухарёву причины своего уединения: по просьбе своего крёстного отца Ирина разваливает дело его сына Бориса, подозреваемого в разбое. Зиминой удаётся выкинуть из дела важную улику — кастет со следами крови жертвы и отпечатками Бориса. Зимина переживает, но продолжает изучать дело вопреки советам Глухарёва не оправдывать Бориса, который уже привлекался за аналогичные дела. Побеседовав с крёстным, Ирина отказывает ему в помощи. Тарасов решает прибегнуть к силовым методам Карпова для форсирования дела Юли. Проследив за Глебом, Карпов и Тарасов силой пытаются выбить из него признание. |                            |                   |                     |                 |                 |                  |                 |
| 61 | «REC»                      | Тимур Алпатов     | Гузель Киреева      | Сергей Воронцов | Алексей Шелыгин | 26 октября 2011  | Ирина Алексеева |
| Глухарёв начинает вести видеодневник. Он записывает на камеру все важные события. Тем временем, Зимина воплощает в жизнь свою давнюю мечту — сдаёт экзамен на соискание должности судьи. Узнав об этом, Карпов даёт взятку председателю комиссии, чтобы Зимина могла получить место судьи на выгодном участке, а для него открылась бы возможность занять пост начальника ОВД. Вскоре Зиминой сообщают о присвоении статуса судьи. Но Глухарёв расстроен уходом Ирины. Он понимает, что Карпов превратит жизнь отделения в ад. Зимина беседует с Карповым и просит его сохранить прежние порядки в отделе. Иначе она будет рекомендовать на пост другого кандидата. |                            |                   |                     |                 |                 |                  |                 |
| 62 | «И.О.»                     | Тимур Алпатов     | Гузель Киреева      | Сергей Воронцов | Алексей Шелыгин | 27 октября 2011  | Ирина Алексеева |
| Глухарёв в порыве отчаяния записывает видеообращение к народу о беззаконии, творящемся в органах правопорядка. Агапова, Черенкова и Тарасова повышают в звании. Однако Коля совсем не рад назначению — карьерные амбиции уже давно оставили его. Зимина вступает в должность судьи. Глухарёв же устраивает вечеринку по поводу повышения друзей. Тем временем, Антошин с ужасом обнаруживает в букете цветов, который он купил для Насти, траурную ленточку. Денис решает пометить фломастером все цветы на районном кладбище. Он привлекает к делу Тарасова. Вместе им удаётся задержать продавщицу и хозяина цветочной палатки. |                            |                   |                     |                 |                 |                  |                 |
| 63 | «Четвёртая власть»         | Тимур Алпатов     | Гузель Киреева      | Сергей Воронцов | Алексей Шелыгин | 27 октября 2011  | Ирина Алексеева |
| Карпов с трудом справляется с обязанностями начальника отдела. Один за другим начинают увольняться сотрудники, не желающие работать под жестоким руководством Карпова. Глухарёв намекает Стасу, что его оперативники чрезмерно свирепствуют и избивают подследственных. Карпов вынужден запугать их. Стас просит Зимину повлиять на увольняющихся сотрудников. Отношения Антошина и Насти постепенно ухудшаются. Глухарёв разочаровывается в своей жизни и работе в милиции. Выпив с Антошиным, на утро Сергей узнаёт, что выложил в Интернет откровенное видео о беспределе в милиции. |                            |                   |                     |                 |                 |                  |                 |
| 64 | «Точка»                    | Тимур Алпатов     | Гузель Киреева      | Сергей Воронцов | Алексей Шелыгин | 28 октября 2011  | Ирина Алексеева |
| Зиминой удаётся договориться о закрытой встрече Глухарёва с милицейским начальством Москвы. Генерал Ларин жестоко отчитывает Сергея, но обещает его не увольнять, если Глухарёв впредь не будет делать подобного. Но Глухарёв понимает, что как только стихнет скандал, его всё равно уволят. Тем временем, Карпов полностью теряет контроль над подчинёнными. Сотрудники массово подают рапорты о переводе или просто увольняются. После начала скандала вокруг Глухарёва служба собственной безопасности устраивает проверку в отделении и давит на Карпова. Решив откупиться, Стас отправляет Антошина на пробную встречу с доверенным лицом ОСБ. Но и тут его ждёт неудача: сотрудник оказывается внедрённым агентом ОСБ. Настя уезжает от Антошина в Киев к родителям. Карпов пытается повлиять на Глухарёва и заставить его силой прекратить разоблачения, но получает жёсткий отпор. После драки с Глухарёвым — Карпов, прилично выпивший, попадает в ДТП. Не договорившись с сотрудниками ДПС, Карпов расстреливает наряд, а также всех участников аварии. Затем Стас начинает беспорядочно стрелять по прохожим людям и проезжающим машинам. Генерал Захаров просит Зимину временно вернуться на пост начальника ОВД «Пятницкий» и навести там хоть какой-то порядок, так как отдел полностью неработоспособен. Ирина невольно соглашается. Глухарёв решает уволиться и уехать в Петербург к отцу. Такое же решение приняли Коля и Денис. Вместе с Зиминой остались Агапов и Черенков. |                            |                   |                     |                 |                 |                  |                 |